# A Fazenda 15
A Fazenda 15 foi a décima quinta temporada do reality show brasileiro A Fazenda exibida pela RecordTV, com sua estreia no dia 19 de setembro de 2023 e sua final no dia 21 de dezembro de 2023. Com a apresentação de Adriane Galisteu, a temporada contou com 22 participantes na disputa pelo prêmio de 1,5 milhão de reais, sob a direção de núcleo de Rodrigo Carelli.
A vencedora da temporada foi a influenciadora digital Jaquelline Grohalski, que enfrentou o ator André Gonçalves, a ex-atleta olímpica Márcia Fu e o influenciador digital WL Guimarães na final do programa. Jaquelline recebeu 1,5 milhão de reais e um carro elétrico de modelo BYD Dolphin. André foi premiado com 100 mil reais e Márcia com 50 mil reais por terem ficado em segundo e terceiro lugar, respectivamente.

## Exibição
O programa foi exibido diariamente pela RecordTV. A transmissão foi realizada em pay-per-view (PPV) 24 horas por dia, através do serviço de streaming para assinantes do PlayPlus. Foi exibido de segunda a sábado às 22h45 e aos domingos às 23h.
A reta final da temporada iniciou após a eliminação de Radamés Furlan e Cezar Black, em 14 de dezembro de 2023, e perdurou por 7 dias, abarcando as últimas 2 eliminações até a Grande Final em 21 de dezembro de 2023.

## Formato
A décima quinta temporada conta com vinte e dois participantes. O cronograma do reality show é o mesmo:
- Domingo: Compacto da convivência e Rancho do Fazendeiro.
- Segunda-feira: Prova de Fogo e Dinâmica de Apontamentos.
- Terça-feira: Formação da Roça.
- Quarta-feira: Prova do Fazendeiro.
- Quinta-feira: Eliminação.
- Sexta-feira: Pós eliminação e flashes da Festa ao vivo.
- Sábado: Tudo o que aconteceu na festa e pós-festa de sexta-feira.

### Paiol
Em 13 de setembro de 2023, na transmissão ao vivo de O Programa de Todos os Programas, o diretor de núcleo do programa, Rodrigo Carelli, revelou que o Paiol contaria com dez participantes, composto por cinco homens e cinco mulheres. Deste total, apenas dois homens e duas mulheres passariam a integrar o rol oficial de peões. Segundo o diretor, a dinâmica também será como uma "segunda chance" para ex-participantes de reality shows.
Em 18 de setembro de 2023, os dez moradores do Paiol foram revelados.
| Candidato                                       | Ocupação                                | Reality shows/Kwai                                              | Resultado                                            |
| ----------------------------------------------- | --------------------------------------- | --------------------------------------------------------------- | ---------------------------------------------------- |
| Alicia X 23 anos, Itapecerica da Serra - SP     | Influenciadora digital, atriz e cantora | Kwai                                                            | Escolhidos para entrar em 21 de setembro de 2023     |
| Cezar Black 35 anos, Salvador - BA              | Enfermeiro e influenciador digital      | Big Brother Brasil 23                                           | Escolhidos para entrar em 21 de setembro de 2023     |
| Nadja Pessoa 35 anos, Recife - PE               | Influenciadora digital e atriz          | Power Couple Brasil 3 A Fazenda 10 Ilha Record 1                | Escolhidos para entrar em 21 de setembro de 2023     |
| Shayan Haghbin (Shay) 32 anos, Teerã - Irã      | Empresário e assessor de investimento   | Casamento às Cegas Brasil A Fazenda 14                          | Escolhidos para entrar em 21 de setembro de 2023     |
| Erick Ricarte 32 anos, Aracaju - SE             | Jornalista e ator                       | A Grande Conquista                                              | Não escolhidos para entrar em 21 de setembro de 2023 |
| Igor Freitas 32 anos, São João Nepomuceno - MG  | Influenciador digital                   | Are You the One Brasil Super Shore De Férias com o Ex Brasil 3  | Não escolhidos para entrar em 21 de setembro de 2023 |
| JP Venancios 24 anos, São José de Piranhas - PB | Influenciador digital e YouTuber        | Kwai                                                            | Não escolhidos para entrar em 21 de setembro de 2023 |
| Lumena Aleluia 32 anos, Salvador - BA           | Influenciadora digital e humorista      | Big Brother Brasil 21 De Férias com o Ex Caribe: "Salseiro VIP" | Não escolhidos para entrar em 21 de setembro de 2023 |
| Sol do Deboche 35 anos, Magé - RJ               | Influenciadora digital                  | Kwai                                                            | Não escolhidos para entrar em 21 de setembro de 2023 |
| Whendy Tavares 28 anos, Três Lagoas - MS        | Influenciadora digital                  | Ilha Record 2                                                   | Não escolhidos para entrar em 21 de setembro de 2023 |

### Instrutores
Durante o tempo em que estão em confinamento, os peões têm que realizar diversas tarefas diárias envolvendo os animais e a plantação, sendo acompanhados por instrutores que ensinam como cuidar dos bichos e fazer a manutenção geral da fazenda.
- Diogo Barbieri — Caseiro
- Fernanda Manelli — Zootecnista
- Eryck Pinareli — Veterinário

### SofáZenda
O humorista Márvio Lúcio, conhecido como Carioca comanda o "SofáZenda", quadro que tem um cenário fixo simulando uma sala de TV. Com boas doses de humor e muita descontração, Carioca acompanha tudo o que acontece no confinamento, opinando e torcendo como o telespectador, podendo de vez em quando interagir com Adriane Galisteu em ocasiões propícias para isso. Em "SofáZenda", o humorista interpreta a si mesmo e também sua esposa em um esquete no qual os dois personagens falam sobre os acontecimentos da semana do reality show.

### Cabine de Descompressão
A décima quinta temporada de A Fazenda conta com a Cabine de Descompressão, exibida com exclusividade aos assinantes da plataforma PlayPlus, na qual Lucas Maciel entrevista o eliminado da semana minutos após o ocorrido, lhe questionando sobre suas atitudes, mostrando vídeos do confinamento e falando sobre a reação do público nas redes sociais.

## Controvérsias

### Acusações de homofobia
Na formação da segunda Roça em 3 de outubro de 2023 e no dia seguinte, Cariúcha e Yuri Meirelles usaram termos homofóbicos ao referir-se a Lucas Souza durante discussões. O incidente gerou revolta nas redes sociais, com pedidos de expulsão para Yuri e a desativação do perfil oficial de Cariúcha no Instagram. No programa ao vivo que transmitiria a Prova do Fazendeiro da semana, Adriane Galisteu condenou a homofobia, sem mencionar o participante, destacando a inaceitabilidade de preconceitos, com ameaça de expulsão por persistência nesses comportamentos.

### Tentativas de interferência externa
Em 5 de outubro de 2023, Darlan Cunha tentou burlar as regras combinando com Cariúcha e Jenny Miranda de dar sinais sobre a repercussão de ambas peoas com o público durante a atividade das plaquinhas no quadro "A Fazenda — Última Chance" do programa Hora do Faro. Devido a essa tentativa, o contato de Darlan com os participantes foi proibido, e suas plaquinhas não foram mostradas aos peões.
Em 31 de outubro de 2023, um carro de som próximo aos estúdios transmitiu uma mensagem que causou a suspensão da transmissão do PlayPlus por mais de 40 minutos, dizendo: "Atenção! Jenny cancelada. Kally, cuidado com o Paiol. Rachel campeã". Em 12 de novembro de 2023, outro carro de som rondou os arredores da Sede do programa, porém os participantes não conseguiram ouvir com clareza o conteúdo da mensagem, ocasião em que todos permaneceram dentro da Sede com música em volume alto, para impedir que o recado seja escutado pelos peões.

### Acusação de importunação sexual
Internautas acusaram Kamila Simioni de importunação sexual após um vídeo viralizar nas redes sociais, mostrando a peoa apalpando as partes íntimas de Shayan Haghbin momentos antes da formação da Roça em 17 de outubro. Surgiram pedidos de expulsão de Simioni, e a equipe de Shayan rejeitou a atitude, enquanto a equipe da empresária afirmou que os dois tinham intimidade para tal.
Em 23 de outubro, Shayan alegou que Kamila, sob efeito de álcool, teria mordido seu órgão genital durante uma festa, gerando mais controvérsias e pedidos de expulsão. Um vídeo antigo mostrou Kamila mordendo as partes íntimas de Shayan novamente, levando à ressurgência da hashtag #SIMIONIEXPULSA nas redes sociais.  A equipe de Simioni afirmou que as ações foram brincadeiras amigáveis e não tinham intenção de violar os direitos de Shayan. Após isso, a tag #SIMIONIEXPULSA voltou a circular nas redes sociais.

### Expulsão de Rachel Sheherazade
Em 19 de outubro de 2023, durante a delegação das tarefas dos animais, a Fazendeira Jenny Miranda atribuiu o cuidado das ovelhas para Rachel Sheherazade. Prontamente, Sheherazade disse que não faria a obrigação, pontuando que estava dolorida por ter cuidado do lixo na semana anterior, e que, se a colocasse na função, a Fazendeira deveria fazer em seu lugar. A recusa da jornalista com a escolha de Jenny gerou uma discussão entre as duas. O fato repercutiu na Sede, uma vez que o não cumprimento das tarefas gera uma punição grave coletiva. Após o aviso sonoro das ovelhas tocar duas vezes e não ser atendido pelas participantes, os peões foram punidos e ficaram sem gás pelo período de 48 horas. Com isso, uma briga foi instaurada entre diferentes peões.
Ainda pela manhã, após a punição, Rachel resolveu que faria a tarefa, contando com a ajuda do participante Lucas Souza, o que gerou mais um confronto entre as peoas. Na ocasião, Jenny desceu para a área dos animais e disse que iria ajudar Rachel com a obrigação. Entretanto, a jornalista não aceitou e disse que completaria o dever com a ajuda de Lucas, porém somente para aquele dia. Durante uma discussão na oficina, Rachel exaltou a voz, Jenny gritou de volta para ela abaixar o tom de voz e, nesse momento, Rachel colocou a mão no rosto da Fazendeira em um ato de defesa enquanto era encurralada. O momento, que não foi transmitido no PlayPlus, causou a expulsão imediata da ex-âncora. Diante disso, a quarta Roça da temporada, formada por André Gonçalves, Kally Fonseca e Nadja Pessoa, acabou sendo cancelada. As imagens da agressão foram mostradas no programa à noite, além do posicionamento da direção do programa.
A expulsão de Rachel repercutiu também fora do programa, fazendo com que muitos famosos, incluindo ex-participantes como Jojo Todynho, Rico Melquiades, Bárbara Borges, Bia Miranda, Dynho Alves, Liziane Gutierrez e Gretchen, emitissem um posicionamento a favor de Sheherazade e contra o programa. Fãs da jornalista fizeram uma campanha nas redes sociais para que patrocinadores cessassem os contratos e que os internautas cancelassem ao serviço de streaming PlayPlus, que transmite o programa 24 horas por dia. Telespectadores e ex-participantes, como Rico e Liziane, criticaram o cancelamento da Roça e a falta de posição da direção em situações semelhantes de agressão em outras temporadas. Rachel era considerada a favorita para ganhar o reality show.

### Acusações de agressão
Durante uma festa em 21 de outubro de 2023, Kamila Simioni acertou Radamés Furlan com uma de suas tranças, gerando pedidos de expulsão em redes sociais com a hashtag "SIMIONI EXPULSA". Na mesma festa, Jenny Miranda também causou controvérsia ao bater no rosto de WL Guimarães com seu casaco. Apesar dos pedidos de expulsão, a emissora alegou que os fatos ocorridos não foram agressões durante um conflito.

### Interferências internas
Por conta dos acontecimentos da temporada anterior e pela repercussão negativa perante ao público, essa temporada foi marcada por algumas intervenções por parte da produção do programa, mas que dividiram o público e crítica.
Em 4 de outubro, durante o programa à noite, além de se pronunciar sobre as falas homofóbicas, Galisteu ainda desmentiu a participante e Simioni por outra acusação feita contra Rachel Sheherazade. Cariúcha e Simioni afirmavam que Rachel teria dito para Cariúcha não cuspir nela durante uma discussão, pois poderia transmitir doenças, uma vez que Cariúcha é de etnia afrodescendente. Galisteu confirmou que o público assistiu à atividade e que Rachel apenas disse para ela não cuspir para não correr o risco de ser expulsa. Ainda assim, tanto a cantora quanto a empresária continuaram duvidando da autenticidade das falas da apresentadora. Durante e após a formação da Roça da semana, Sheherazade afirmou que entrará com um processo judicial contra a cantora por difamação, uma vez que a jornalista não havia agido de forma racista com a participante.
Em 17 de outubro, durante a formação da quarta Roça, Galisteu esclareceu publicamente que Cezar Black não havia agredido Jenny na festa da semana. No dia do evento, a peoa teve um desentendimento com Kally na porta da Sede e acabou precisando ser apartada pelos colegas. Nisso, WL Guimarães segurou o braço de Jenny, que a peoa acreditou ter sido Black. Com isso, ela acusou o enfermeiro de agressão e foi até o closet para pedir uma analise das imagens do momento. Não houve nenhum posicionamento por parte da produção.
Em 24 de outubro, durante a formação da quinta Roça, Galisteu pôs fim à história de Kamila Simioni e Lily Nobre sobre Jaquelline ter tido o desejo de beijar Tonzão Chagas, supostamente mencionado por ela como Ton, na festa daquela semana. Além de a edição ter recapitulado o momento, em que Jaquelline fala "outro homem", a apresentadora desmentiu a história ao vivo para evitar o agravamento das acusações, uma vez que Tonzão é comprometido.

### Desistência de Lucas Souza
Em 22 de novembro de 2023, o participante Lucas Souza desistiu do reality show, após alguns desentendimentos com os participantes Cezar Black, Alicia X e Kally Fonseca, sob a alegação de que a saúde mental do coach se abalou. Na noite anterior, durante a formação da nona Roça, ele se desentendeu com o participante Black, que o acusou de querer ficar rico e famoso às custas da cantora Jojo Todynho — informação esta que fora revelada por Kally ao enfermeiro. No dia 20 de novembro, após uma ação patrocinada pela Betano, ele discutiu com Black, chegando a ameaçá-lo de agressão física dentro do confinamento, ainda que resultasse em sua expulsão, caso o assunto fosse mencionado novamente pelo enfermeiro.

## Participantes
Os 18 participantes oficiais foram divulgados em 14 de setembro de 2023. No dia 21 de setembro, Alicia X, Cezar Black, Nadja Pessoa e Shayan Haghbin foram os escolhidos do público no Paiol para ocuparem as quatro vagas restantes da temporada.
Abaixo a lista dos participantes desta edição, com as ocupações listadas pelo site oficial do programa e com suas respectivas idades durante o início das gravações.
| Participante                                           | Profissão                                               | Resultado                                |
| ------------------------------------------------------ | ------------------------------------------------------- | ---------------------------------------- |
| Jaquelline Grohalski 29 anos, Rolim de Moura - RO      | Influenciadora digital, modelo, apresentadora e cantora | Vencedora em 21 de dezembro de 2023      |
| André Gonçalves 47 anos, Rio de Janeiro - RJ           | Ator e diretor                                          | 2º lugar em 21 de dezembro de 2023       |
| Márcia Fu 54 anos, Juiz de Fora - MG                   | Ex-jogadora de vôlei e empresária                       | 3º lugar em 21 de dezembro de 2023       |
| WL Guimarães 24 anos, Duque de Caxias - RJ             | Influenciador digital                                   | 4º lugar em 21 de dezembro de 2023       |
| Lily Nobre 21 anos, Rio de Janeiro - RJ                | Influenciadora digital e atriz                          | 15ª eliminada³ em 19 de dezembro de 2023 |
| Tonzão Chagas 34 anos, Rio de Janeiro - RJ             | Funkeiro e dançarino                                    | 15º eliminado³ em 19 de dezembro de 2023 |
| Nadja Pessoa 35 anos, Recife - PE                      | Influenciadora digital e atriz                          | 14ª eliminada² em 16 de dezembro de 2023 |
| Shayan Haghbin (Shay) 32 anos, Teerã - Irã             | Empresário e assessor de investimento                   | 13º eliminado² em 16 de dezembro de 2023 |
| Cezar Black 35 anos, Salvador - BA                     | Enfermeiro e influenciador digital                      | 12º eliminado¹ em 14 de dezembro de 2023 |
| Radamés Furlan 37 anos, Rio de Janeiro - RJ            | Jogador de futebol e empresário                         | 11º eliminado¹ em 14 de dezembro de 2023 |
| Yuri Meirelles 22 anos, Rio de Janeiro - RJ            | Modelo e empresário                                     | 10º eliminado em 7 de dezembro de 2023   |
| Kally Fonseca 30 anos, Natal - RN                      | Cantora e apresentadora                                 | 9ª eliminada em 30 de novembro de 2023   |
| Alicia X 22 anos, Taboão da Serra - SP                 | Influenciadora digital, atriz e cantora                 | 8ª eliminada em 23 de novembro de 2023   |
| Lucas Souza 23 anos, Passos - MG                       | Coach de finanças                                       | Desistente em 22 de novembro de 2023     |
| Sander Mecca 40 anos, São Paulo - SP                   | Músico e escritor                                       | 7º eliminado em 16 de novembro de 2023   |
| Henrique Martins 31 anos, Campinas - SP                | Ex-nadador olímpico e Mister Brasil 2023                | 6º eliminado em 9 de novembro de 2023    |
| Jenny Miranda 34 anos, São Paulo - SP                  | Influenciadora digital                                  | 5ª eliminada em 2 de novembro de 2023    |
| Kamila Simioni 37 anos, Belo Horizonte - MG            | Empresária e influenciadora digital                     | 4ª eliminada em 26 de outubro de 2023    |
| Rachel Sheherazade 50 anos, João Pessoa - PB           | Jornalista                                              | Expulsa em 19 de outubro de 2023         |
| Cariúcha 33 anos, Nova Iguaçu - RJ                     | Cantora de funk                                         | 3ª eliminada em 12 de outubro de 2023    |
| Darlan Cunha (Laranjinha) 35 anos, Rio de Janeiro - RJ | Ator                                                    | 2º eliminado em 5 de outubro de 2023     |
| Nathalia Valente 20 anos, São Paulo - SP               | Influenciadora digital                                  | 1ª eliminada em 28 de setembro de 2023   |

Nota 1: Radamés Furlan e Cezar Black foram eliminados na décima segunda roça do programa. Radamés foi eliminado primeiro.

Nota 2: Nadja Pessoa e Shayan Haghbin foram eliminados na décima terceira roça do programa. Shayan foi eliminado primeiro.

Nota 3: Lily Nobre e Tonzão Chagas foram eliminados simultaneamente na décima quarta roça do programa.

## Histórico

### Prêmios extras
A temporada trouxe outros prêmios extras no valor de R$ 500.000 ao longo do programa.
| Semana | Prova                                        | Prêmio                            | Ganhador   | Mediador   |
| ------ | -------------------------------------------- | --------------------------------- | ---------- | ---------- |
| 1      | Atividade "#AFazenda NoKwai"                 | R$ 10.000                         | Alicia     | Jenny      |
| 1      | Atividade "#AFazenda NoKwai"                 | R$ 10.000                         | Cariúcha   | Nadja      |
| 1      | Atividade "#AFazenda NoKwai"                 | R$ 10.000                         | Cezar      | Kally      |
| 1      | Atividade "#AFazenda NoKwai"                 | R$ 10.000                         | Shay       | Lily       |
| 1      | Atividade "Mala da Discórdia"                | R$ 5.000                          | Cezar      | Cezar      |
| 1      | Atividade "Mala da Discórdia"                | R$ 5.000                          | Laranjinha |            |
| 1      | Atividade "Mala da Discórdia"                | R$ 5.000                          | Nadja      |            |
| 1      | Atividade "Mala da Discórdia"                | R$ 10.000                         | André      | Cariúcha   |
| 1      | Atividade "Mala da Discórdia"                | R$ 10.000                         | André      | Henrique   |
| 1      | Atividade "Mala da Discórdia"                | R$ 10.000                         | André      | Jenny      |
| 1      | Atividade "Mala da Discórdia"                | R$ 10.000                         | André      | Lily       |
| 1      | Atividade "Mala da Discórdia"                | R$ 10.000                         | André      | Márcia     |
| 1      | Atividade "Mala da Discórdia"                | R$ 10.000                         | André      | Nathalia   |
| 1      | Atividade "Mala da Discórdia"                | R$ 10.000                         | André      | Rachel     |
| 1      | Atividade "Mala da Discórdia"                | R$ 10.000                         | André      | Radamés    |
| 1      | Atividade "Mala da Discórdia"                | R$ 10.000                         | André      | Shay       |
| 1      | Atividade "Mala da Discórdia"                | R$ 10.000                         | André      | Simioni    |
| 1      | Atividade "Mala da Discórdia"                | R$ 10.000                         | André      | Tonzão     |
| 1      | Atividade "Herói vs Vilão"                   | R$ 5.000                          | Lucas      | Lucas      |
| 1      | Atividade "Herói vs Vilão"                   | R$ 5.000                          | Radamés    | Henrique   |
| 1      | Atividade "Abacaxis Premiados"               | R$ 7.000                          | Lucas      | Simioni    |
| 1      | Atividade "Abacaxis Premiados"               | R$ 10.000                         | Márcia     | Rachel     |
| 1      | Atividade "Abacaxis Premiados"               | R$ 3.000                          | Tonzão     | Rachel     |
| 2      | Atividade "Cadeados Sincerões"               | R$ 10.000                         | Shay       | Nadja      |
| 2      | Atividade "Girassóis"                        | R$ 5.000                          | Kally      | Alicia     |
| 3      | Atividade "Correio Nada Elegante"            | R$ 10.000                         | WL         | Lily       |
| 3      | Atividade "Correio Nada Elegante"            | R$ 10.000                         | WL         | Sander     |
| 3      | Atividade "Correio Nada Elegante"            | R$ 10.000                         | WL         | Yuri       |
| 4      | Atividade "Aluno Nota 10"                    | R$ 2.000                          | Alicia     | Cezar      |
| 4      | Atividade "Aluno Nota 10"                    | R$ 3.000                          | Jaquelline | WL         |
| 4      | Atividade "Aluno Nota 10"                    | R$ 5.000                          | Sander     | Radamés    |
| 4      | Atividade "Protagonista de Cinema"           | R$ 5.000                          | Kally      | Yuri       |
| 4      | Atividade "Protagonista de Cinema"           | R$ 5.000                          | WL         | Yuri       |
| 5      | Chama Branca Concedido pela "Prova de Fogo"  | R$ 10.000                         | Lucas      | Tonzão     |
| 5      | Atividade "Fogueira das Verdades"            | R$ 10.000                         | Cezar      | Márcia     |
| 6      | Atividade "Tacobol"                          | R$ 30.000                         | Radamés    | Radamés    |
| 6      | Atividade "Estrela da Fama"                  | R$ 5.000                          | Henrique   | Henrique   |
| 6      | Atividade "Estrela da Fama"                  | R$ 5.000                          | Lily       |            |
| 6      | Atividade "Estrela da Fama"                  | R$ 5.000                          | Tonzão     |            |
| 6      | Atividade "Estrela da Fama"                  | R$ 5.000                          | Yuri       |            |
| 7      | Prova de Fogo                                | R$ 10.000                         | Radamés    | Radamés    |
| 7      | Atividade "Carga Explosiva"                  | R$ 5.000                          | Kally      | Cezar      |
| 7      | Atividade "Carga Explosiva"                  | R$ 10.000                         | Lily       | Yuri       |
| 8      | Chama Laranja Concedido pela "Prova de Fogo" | R$ 20.000                         | Nenhum     | Cezar      |
| 8      | Atividade "FaroNet"                          | R$ 10.000                         | Alicia     | Alicia     |
| 8      | Atividade "FaroNet"                          | R$ 10.000                         | Kally      |            |
| 9      | Atividade "Banco da Fazenda"                 | R$ 15.000                         | Yuri       | Yuri       |
| 9      | Atividade "Casas Bahia"                      | Vale compras no valor de R$ 2.000 | Alicia     | Alicia     |
| 9      | Atividade "Casas Bahia"                      | Vale compras no valor de R$ 2.000 | Cezar      |            |
| 9      | Atividade "Casas Bahia"                      | Vale compras no valor de R$ 2.000 | Kally      |            |
| 9      | Atividade "Casas Bahia"                      | Vale compras no valor de R$ 2.000 | Nadja      |            |
| 9      | Atividade "Casas Bahia"                      | Vale compras no valor de R$ 2.000 | Shay       |            |
| 9      | Atividade "Casas Bahia"                      | Vale compras no valor de R$ 2.000 | Tonzão     |            |
| 9      | Atividade "Casas Bahia"                      | Vale compras no valor de R$ 2.000 | Yuri       |            |
| 9      | Atividade "Sistema Solar do Faro"            | R$ 14.995                         | Shay       | Kally      |
| 9      | Atividade "Sistema Solar do Faro"            | R$ 5                              | Tonzão     | Kally      |
| 10     | Atividade "Craque do Jogo"                   | R$ 5.000                          | André      | Lily       |
| 10     | Atividade "Doceria do Faro"                  | R$ 2.000                          | Shay       | Tonzão     |
| 10     | Atividade "Doceria do Faro"                  | R$ 6.000                          | Márcia     | André      |
| 10     | Atividade "Doceria do Faro"                  | R$ 10.000                         | Jaquelline | Shay       |
| 11     | Atividade "Galinho Apaixonado"               | R$ 5.000                          | Yuri       | Yuri       |
| 11     | Atividade "Lavanderia do Faro"               | R$ 10.000                         | Nadja      | Nadja      |
| 11     | Atividade "Lavanderia do Faro"               | R$ 5.000                          | Márcia     | Nadja      |
| 12     | Atividade "Campeonato Gruda-Gruda"           | R$ 5.000                          | Tonzão     | Tonzão     |
| 12     | Atividade "Luftal"                           | R$ 5.000                          | Cezar      | Cezar      |
| 12     | Atividade "Luftal"                           | R$ 5.000                          | Márcia     |            |
| 12     | Atividade "Luftal"                           | R$ 5.000                          | Nadja      |            |
| 12     | Atividade "Luftal"                           | R$ 5.000                          | Radamés    |            |
| 12     | Atividade "Luftal"                           | R$ 5.000                          | Shay       |            |
| 13     | Prova Final                                  | R$ 30.000                         | Nenhum     | André      |
| 13     | Prova Final                                  | R$ 30.000                         | Nenhum     | Lily       |
| 13     | Prova Final                                  | R$ 30.000                         | Nenhum     | Shay       |
| 13     | Prova Final                                  | R$ 30.000                         | Nenhum     | Tonzão     |
| 13     | Atividade "Lavação de Roupa Suja"            | R$ 6.000                          | Alicia     | Alicia     |
| 13     | Atividade "Lavação de Roupa Suja"            | R$ 2.000                          | André      | André      |
| 13     | Atividade "Lavação de Roupa Suja"            | R$ 2.000                          | Cariúcha   |            |
| 13     | Atividade "Lavação de Roupa Suja"            | R$ 10.000                         | Cezar      | Sander     |
| 13     | Atividade "Lavação de Roupa Suja"            | R$ 2.000                          | Laranjinha | Laranjinha |
| 13     | Atividade "Lavação de Roupa Suja"            | R$ 4.000                          | Henrique   | Kally      |
| 13     | Atividade "Lavação de Roupa Suja"            | R$ 4.000                          | Jaquelline |            |
| 13     | Atividade "Lavação de Roupa Suja"            | R$ 2.000                          | Jenny      | Sander     |
| 13     | Atividade "Lavação de Roupa Suja"            | R$ 2.000                          | Kally      | Tonzão     |
| 13     | Atividade "Lavação de Roupa Suja"            | R$ 4.000                          | Lily       | Lily       |
| 13     | Atividade "Lavação de Roupa Suja"            | R$ 2.000                          | Lucas      | Lucas      |
| 13     | Atividade "Lavação de Roupa Suja"            | R$ 2.000                          | Márcia     | Radamés    |
| 13     | Atividade "Lavação de Roupa Suja"            | R$ 2.000                          | Nadja      |            |
| 13     | Atividade "Lavação de Roupa Suja"            | R$ 6.000                          | Nathalia   | Nenhum     |
| 13     | Atividade "Lavação de Roupa Suja"            | R$ 4.000                          | Nathalia   | Lily       |
| 13     | Atividade "Lavação de Roupa Suja"            | R$ 2.000                          | Nathalia   | Yuri       |
| 13     | Atividade "Lavação de Roupa Suja"            | R$ 8.000                          | Rachel     | Rachel     |
| 13     | Atividade "Lavação de Roupa Suja"            | R$ 6.000                          | Radamés    | Radamés    |
| 13     | Atividade "Lavação de Roupa Suja"            | R$ 6.000                          | Sander     | Radamés    |
| 13     | Atividade "Lavação de Roupa Suja"            | R$ 2.000                          | Sander     | Laranjinha |
| 13     | Atividade "Lavação de Roupa Suja"            | R$ 8.000                          | Shay       | Shay       |
| 13     | Atividade "Lavação de Roupa Suja"            | R$ 2.000                          | Simioni    | Simioni    |
| 13     | Atividade "Lavação de Roupa Suja"            | R$ 6.000                          | Tonzão     | Tonzão     |
| 13     | Atividade "Lavação de Roupa Suja"            | R$ 6.000                          | WL         |            |
| 13     | Atividade "Lavação de Roupa Suja"            | R$ 2.000                          | Yuri       | Nenhum     |
| 13     | Atividade "Lavação de Roupa Suja"            | R$ 4.000                          | Yuri       | Tonzão     |

| Semana | Atividade                      | Prêmio    | Ganhador   |
| ------ | ------------------------------ | --------- | ---------- |
| 1      | Atividade "Máquina da Verdade" | R$ 20.000 | Nathalia   |
| 2      | Atividade "Máquina da Verdade" | R$ 20.000 | Laranjinha |
| 3      | Atividade "Máquina da Verdade" | R$ 20.000 | Cariúcha   |
| 4      | Atividade "Máquina da Verdade" | R$ 20.000 | Rachel     |
| 5      | Atividade "Máquina da Verdade" | R$ 18.000 | Simioni    |
| 6      | Atividade "Máquina da Verdade" | R$ 18.000 | Jenny      |
| 7      | Atividade "Máquina da Verdade" | R$ 20.000 | Henrique   |
| 8      | Atividade "Máquina da Verdade" | R$ 20.000 | Sander     |
| 9      | Atividade "Máquina da Verdade" | R$ 20.000 | Lucas      |
| 9      | Atividade "Máquina da Verdade" | R$ 20.000 | Alicia     |
| 10     | Atividade "Máquina da Verdade" | R$ 20.000 | Kally      |
| 11     | Atividade "Máquina da Verdade" | R$ 20.000 | Yuri       |
| 12     | Atividade "Máquina da Verdade" | R$ 20.000 | Radamés    |
| 12     | Atividade "Máquina da Verdade" | R$ 20.000 | Cezar      |
| 13     | Atividade "Máquina da Verdade" | R$ 20.000 | Shay       |
| 13     | Atividade "Máquina da Verdade" | R$ 20.000 | Nadja      |
| 13     | Atividade "Qual é a Música"    | R$ 5.000  |            |

### Prova de Fogo
Assim como na temporada anterior, os participantes competem para ganhar o Poder do Lampião, que dá o direito ao detentor de abrir o Lampião que pode ter consequências boas ou ruins no processo de formação da Roça. Os poderes são divididos em duas Chamas: Branca e Laranja, respectivamente. A Chama escolhida pelo vencedor da Prova de Fogo permanece com ele e pode lhe trazer algum benefício. A Chama restante é definida, também, pelo vencedor da prova, que a delega a outro peão, sendo um benefício ou um malefício para quem ele(a) escolher. A Chama Laranja é definida pelo público através do R7.com dentre duas opções. Os perdedores da prova estão automaticamente na Baia e, costumeiramente, cada um escolhe outro peão para ir ao local com eles.
| Semana | Participantes | Líder da prova | Ganhador | Excluídos                                 | Consequências |
| ------ | ------------- | -------------- | -------- | ----------------------------------------- | --- |
| 1      | André         | Cezar          | Tonzão   | André Cezar Jaquelline Lily Nathalia      | Chama Branca (Tonzão): Escolha um peão para ter o voto dobrado (Simioni). O dono do Poder também terá o seu voto dobrado. Chama Laranja (Laranjinha): Troque um peão da Baia (Lily) por um peão da Sede (André). |
| 1      | Cezar         | Cezar          | Tonzão   | André Cezar Jaquelline Lily Nathalia      | Chama Branca (Tonzão): Escolha um peão para ter o voto dobrado (Simioni). O dono do Poder também terá o seu voto dobrado. Chama Laranja (Laranjinha): Troque um peão da Baia (Lily) por um peão da Sede (André). |
| 1      | Jaquelline    | Jaquelline     | Tonzão   | André Cezar Jaquelline Lily Nathalia      | Chama Branca (Tonzão): Escolha um peão para ter o voto dobrado (Simioni). O dono do Poder também terá o seu voto dobrado. Chama Laranja (Laranjinha): Troque um peão da Baia (Lily) por um peão da Sede (André). |
| 1      | Lily          | Jaquelline     | Tonzão   | André Cezar Jaquelline Lily Nathalia      | Chama Branca (Tonzão): Escolha um peão para ter o voto dobrado (Simioni). O dono do Poder também terá o seu voto dobrado. Chama Laranja (Laranjinha): Troque um peão da Baia (Lily) por um peão da Sede (André). |
| 1      | Rachel        | Tonzão         | Tonzão   | André Cezar Jaquelline Lily Nathalia      | Chama Branca (Tonzão): Escolha um peão para ter o voto dobrado (Simioni). O dono do Poder também terá o seu voto dobrado. Chama Laranja (Laranjinha): Troque um peão da Baia (Lily) por um peão da Sede (André). |
| 1      | Tonzão        | Tonzão         | Tonzão   | André Cezar Jaquelline Lily Nathalia      | Chama Branca (Tonzão): Escolha um peão para ter o voto dobrado (Simioni). O dono do Poder também terá o seu voto dobrado. Chama Laranja (Laranjinha): Troque um peão da Baia (Lily) por um peão da Sede (André). |
| 2      | Alicia        | Alicia         | Nadja    | Alicia Laranjinha Rachel WL               | Chama Branca (Nadja): O dono do Poder deverá anular os votos dados por dois peões (Márcia e Shay). Chama Laranja (Rachel): O dono do Poder deverá escolher um roceiro para ir direto à Roça, sem disputar a Prova do Fazendeiro (Tonzão). |
| 2      | Cezar         | Alicia         | Nadja    | Alicia Laranjinha Rachel WL               | Chama Branca (Nadja): O dono do Poder deverá anular os votos dados por dois peões (Márcia e Shay). Chama Laranja (Rachel): O dono do Poder deverá escolher um roceiro para ir direto à Roça, sem disputar a Prova do Fazendeiro (Tonzão). |
| 2      | Rachel        | Alicia         | Nadja    | Alicia Laranjinha Rachel WL               | Chama Branca (Nadja): O dono do Poder deverá anular os votos dados por dois peões (Márcia e Shay). Chama Laranja (Rachel): O dono do Poder deverá escolher um roceiro para ir direto à Roça, sem disputar a Prova do Fazendeiro (Tonzão). |
| 2      | Shay          | Alicia         | Nadja    | Alicia Laranjinha Rachel WL               | Chama Branca (Nadja): O dono do Poder deverá anular os votos dados por dois peões (Márcia e Shay). Chama Laranja (Rachel): O dono do Poder deverá escolher um roceiro para ir direto à Roça, sem disputar a Prova do Fazendeiro (Tonzão). |
| 2      | Simioni       | Alicia         | Nadja    | Alicia Laranjinha Rachel WL               | Chama Branca (Nadja): O dono do Poder deverá anular os votos dados por dois peões (Márcia e Shay). Chama Laranja (Rachel): O dono do Poder deverá escolher um roceiro para ir direto à Roça, sem disputar a Prova do Fazendeiro (Tonzão). |
| 2      | Henrique      | Nadja          | Nadja    | Alicia Laranjinha Rachel WL               | Chama Branca (Nadja): O dono do Poder deverá anular os votos dados por dois peões (Márcia e Shay). Chama Laranja (Rachel): O dono do Poder deverá escolher um roceiro para ir direto à Roça, sem disputar a Prova do Fazendeiro (Tonzão). |
| 2      | Jaquelline    | Nadja          | Nadja    | Alicia Laranjinha Rachel WL               | Chama Branca (Nadja): O dono do Poder deverá anular os votos dados por dois peões (Márcia e Shay). Chama Laranja (Rachel): O dono do Poder deverá escolher um roceiro para ir direto à Roça, sem disputar a Prova do Fazendeiro (Tonzão). |
| 2      | Kally         | Nadja          | Nadja    | Alicia Laranjinha Rachel WL               | Chama Branca (Nadja): O dono do Poder deverá anular os votos dados por dois peões (Márcia e Shay). Chama Laranja (Rachel): O dono do Poder deverá escolher um roceiro para ir direto à Roça, sem disputar a Prova do Fazendeiro (Tonzão). |
| 2      | Nadja         | Nadja          | Nadja    | Alicia Laranjinha Rachel WL               | Chama Branca (Nadja): O dono do Poder deverá anular os votos dados por dois peões (Márcia e Shay). Chama Laranja (Rachel): O dono do Poder deverá escolher um roceiro para ir direto à Roça, sem disputar a Prova do Fazendeiro (Tonzão). |
| 2      | Radamés       | Nadja          | Nadja    | Alicia Laranjinha Rachel WL               | Chama Branca (Nadja): O dono do Poder deverá anular os votos dados por dois peões (Márcia e Shay). Chama Laranja (Rachel): O dono do Poder deverá escolher um roceiro para ir direto à Roça, sem disputar a Prova do Fazendeiro (Tonzão). |
| 2      | Laranjinha    | WL             | Nadja    | Alicia Laranjinha Rachel WL               | Chama Branca (Nadja): O dono do Poder deverá anular os votos dados por dois peões (Márcia e Shay). Chama Laranja (Rachel): O dono do Poder deverá escolher um roceiro para ir direto à Roça, sem disputar a Prova do Fazendeiro (Tonzão). |
| 2      | Lily          | WL             | Nadja    | Alicia Laranjinha Rachel WL               | Chama Branca (Nadja): O dono do Poder deverá anular os votos dados por dois peões (Márcia e Shay). Chama Laranja (Rachel): O dono do Poder deverá escolher um roceiro para ir direto à Roça, sem disputar a Prova do Fazendeiro (Tonzão). |
| 2      | Tonzão        | WL             | Nadja    | Alicia Laranjinha Rachel WL               | Chama Branca (Nadja): O dono do Poder deverá anular os votos dados por dois peões (Márcia e Shay). Chama Laranja (Rachel): O dono do Poder deverá escolher um roceiro para ir direto à Roça, sem disputar a Prova do Fazendeiro (Tonzão). |
| 2      | WL            | WL             | Nadja    | Alicia Laranjinha Rachel WL               | Chama Branca (Nadja): O dono do Poder deverá anular os votos dados por dois peões (Márcia e Shay). Chama Laranja (Rachel): O dono do Poder deverá escolher um roceiro para ir direto à Roça, sem disputar a Prova do Fazendeiro (Tonzão). |
| 2      | Yuri          | WL             | Nadja    | Alicia Laranjinha Rachel WL               | Chama Branca (Nadja): O dono do Poder deverá anular os votos dados por dois peões (Márcia e Shay). Chama Laranja (Rachel): O dono do Poder deverá escolher um roceiro para ir direto à Roça, sem disputar a Prova do Fazendeiro (Tonzão). |
| 3      | Cariúcha      | Cariúcha       | Lucas    | Cariúcha Radamés Shay Yuri                | Chama Branca (Lucas): O dono do Poder está imune e deve imunizar um peão (Rachel). Chama Laranja (Rachel): O dono do Poder deverá escolher dois peões (Simioni e Yuri). Uma nova votação decidirá qual dos dois é o quarto indicado (Yuri). |
| 3      | Lucas         |                | Lucas    | Cariúcha Radamés Shay Yuri                | Chama Branca (Lucas): O dono do Poder está imune e deve imunizar um peão (Rachel). Chama Laranja (Rachel): O dono do Poder deverá escolher dois peões (Simioni e Yuri). Uma nova votação decidirá qual dos dois é o quarto indicado (Yuri). |
| 3      | Yuri          |                | Lucas    | Cariúcha Radamés Shay Yuri                | Chama Branca (Lucas): O dono do Poder está imune e deve imunizar um peão (Rachel). Chama Laranja (Rachel): O dono do Poder deverá escolher dois peões (Simioni e Yuri). Uma nova votação decidirá qual dos dois é o quarto indicado (Yuri). |
| 4      | Jenny         | Jenny          | Radamés  | Jenny Lucas Márcia Rachel                 | Chama Branca (Henrique): O dono do Poder deverá escolher dois peões (Kally e Nadja). O Fazendeiro (Yuri) terá que indicar um desses peões à Roça (Kally). Chama Laranja (Radamés): O dono do Poder deverá trocar o segundo, o terceiro ou o quarto indicado à Roça (Cezar) por qualquer peão (André). |
| 4      | Rachel        | Jenny          | Radamés  | Jenny Lucas Márcia Rachel                 | Chama Branca (Henrique): O dono do Poder deverá escolher dois peões (Kally e Nadja). O Fazendeiro (Yuri) terá que indicar um desses peões à Roça (Kally). Chama Laranja (Radamés): O dono do Poder deverá trocar o segundo, o terceiro ou o quarto indicado à Roça (Cezar) por qualquer peão (André). |
| 4      | Lucas         | Márcia         | Radamés  | Jenny Lucas Márcia Rachel                 | Chama Branca (Henrique): O dono do Poder deverá escolher dois peões (Kally e Nadja). O Fazendeiro (Yuri) terá que indicar um desses peões à Roça (Kally). Chama Laranja (Radamés): O dono do Poder deverá trocar o segundo, o terceiro ou o quarto indicado à Roça (Cezar) por qualquer peão (André). |
| 4      | Márcia        | Márcia         | Radamés  | Jenny Lucas Márcia Rachel                 | Chama Branca (Henrique): O dono do Poder deverá escolher dois peões (Kally e Nadja). O Fazendeiro (Yuri) terá que indicar um desses peões à Roça (Kally). Chama Laranja (Radamés): O dono do Poder deverá trocar o segundo, o terceiro ou o quarto indicado à Roça (Cezar) por qualquer peão (André). |
| 4      | Henrique      | Radamés        | Radamés  | Jenny Lucas Márcia Rachel                 | Chama Branca (Henrique): O dono do Poder deverá escolher dois peões (Kally e Nadja). O Fazendeiro (Yuri) terá que indicar um desses peões à Roça (Kally). Chama Laranja (Radamés): O dono do Poder deverá trocar o segundo, o terceiro ou o quarto indicado à Roça (Cezar) por qualquer peão (André). |
| 4      | Radamés       | Radamés        | Radamés  | Jenny Lucas Márcia Rachel                 | Chama Branca (Henrique): O dono do Poder deverá escolher dois peões (Kally e Nadja). O Fazendeiro (Yuri) terá que indicar um desses peões à Roça (Kally). Chama Laranja (Radamés): O dono do Poder deverá trocar o segundo, o terceiro ou o quarto indicado à Roça (Cezar) por qualquer peão (André). |
| 5      | Henrique      | Henrique       | Tonzão   | Cezar Henrique Lily Simioni               | Chama Branca (Tonzão): Escolha entre ganhar R$ 10 mil e receber dois votos extras na formação da Roça ou entregar R$ 10 mil ao segundo roceiro (Lucas). Chama Laranja (Cezar): Você é o terceiro roceiro de hoje. Caso você já esteja na Roça, escolha o terceiro roceiro entre os peões da Baia ou da Sede. |
| 5      | Lily          | Henrique       | Tonzão   | Cezar Henrique Lily Simioni               | Chama Branca (Tonzão): Escolha entre ganhar R$ 10 mil e receber dois votos extras na formação da Roça ou entregar R$ 10 mil ao segundo roceiro (Lucas). Chama Laranja (Cezar): Você é o terceiro roceiro de hoje. Caso você já esteja na Roça, escolha o terceiro roceiro entre os peões da Baia ou da Sede. |
| 5      | Radamés       | Henrique       | Tonzão   | Cezar Henrique Lily Simioni               | Chama Branca (Tonzão): Escolha entre ganhar R$ 10 mil e receber dois votos extras na formação da Roça ou entregar R$ 10 mil ao segundo roceiro (Lucas). Chama Laranja (Cezar): Você é o terceiro roceiro de hoje. Caso você já esteja na Roça, escolha o terceiro roceiro entre os peões da Baia ou da Sede. |
| 5      | Cezar         | Simioni        | Tonzão   | Cezar Henrique Lily Simioni               | Chama Branca (Tonzão): Escolha entre ganhar R$ 10 mil e receber dois votos extras na formação da Roça ou entregar R$ 10 mil ao segundo roceiro (Lucas). Chama Laranja (Cezar): Você é o terceiro roceiro de hoje. Caso você já esteja na Roça, escolha o terceiro roceiro entre os peões da Baia ou da Sede. |
| 5      | Shay          | Simioni        | Tonzão   | Cezar Henrique Lily Simioni               | Chama Branca (Tonzão): Escolha entre ganhar R$ 10 mil e receber dois votos extras na formação da Roça ou entregar R$ 10 mil ao segundo roceiro (Lucas). Chama Laranja (Cezar): Você é o terceiro roceiro de hoje. Caso você já esteja na Roça, escolha o terceiro roceiro entre os peões da Baia ou da Sede. |
| 5      | Simioni       | Simioni        | Tonzão   | Cezar Henrique Lily Simioni               | Chama Branca (Tonzão): Escolha entre ganhar R$ 10 mil e receber dois votos extras na formação da Roça ou entregar R$ 10 mil ao segundo roceiro (Lucas). Chama Laranja (Cezar): Você é o terceiro roceiro de hoje. Caso você já esteja na Roça, escolha o terceiro roceiro entre os peões da Baia ou da Sede. |
| 5      | Tonzão        | Tonzão         | Tonzão   | Cezar Henrique Lily Simioni               | Chama Branca (Tonzão): Escolha entre ganhar R$ 10 mil e receber dois votos extras na formação da Roça ou entregar R$ 10 mil ao segundo roceiro (Lucas). Chama Laranja (Cezar): Você é o terceiro roceiro de hoje. Caso você já esteja na Roça, escolha o terceiro roceiro entre os peões da Baia ou da Sede. |
| 5      | WL            | Tonzão         | Tonzão   | Cezar Henrique Lily Simioni               | Chama Branca (Tonzão): Escolha entre ganhar R$ 10 mil e receber dois votos extras na formação da Roça ou entregar R$ 10 mil ao segundo roceiro (Lucas). Chama Laranja (Cezar): Você é o terceiro roceiro de hoje. Caso você já esteja na Roça, escolha o terceiro roceiro entre os peões da Baia ou da Sede. |
| 5      | Yuri          | Tonzão         | Tonzão   | Cezar Henrique Lily Simioni               | Chama Branca (Tonzão): Escolha entre ganhar R$ 10 mil e receber dois votos extras na formação da Roça ou entregar R$ 10 mil ao segundo roceiro (Lucas). Chama Laranja (Cezar): Você é o terceiro roceiro de hoje. Caso você já esteja na Roça, escolha o terceiro roceiro entre os peões da Baia ou da Sede. |
| 6      | Cezar         | Jenny          | Sander   | Cezar Jenny Márcia Shay                   | Chama Branca (Sander): O dono do Poder deverá indicar o quarto roceiro (Márcia) e vetar um dos roceiros da Prova do Fazendeiro (Nadja). A formação da Roça não terá Resta Um. Chama Laranja (Tonzão): Ao final da votação, o dono do Poder deverá anular os votos de quatro peões (Alicia, Cezar, Jaquelline e Shay). Eles deverão votar outra vez, em peões diferentes, exceto o dono deste Poder (Alicia votou em Nadja, Cezar votou em André, Jaquelline votou em Lily e Shay votou em André). |
| 6      | Jenny         | Jenny          | Sander   | Cezar Jenny Márcia Shay                   | Chama Branca (Sander): O dono do Poder deverá indicar o quarto roceiro (Márcia) e vetar um dos roceiros da Prova do Fazendeiro (Nadja). A formação da Roça não terá Resta Um. Chama Laranja (Tonzão): Ao final da votação, o dono do Poder deverá anular os votos de quatro peões (Alicia, Cezar, Jaquelline e Shay). Eles deverão votar outra vez, em peões diferentes, exceto o dono deste Poder (Alicia votou em Nadja, Cezar votou em André, Jaquelline votou em Lily e Shay votou em André). |
| 6      | Márcia        | Márcia         | Sander   | Cezar Jenny Márcia Shay                   | Chama Branca (Sander): O dono do Poder deverá indicar o quarto roceiro (Márcia) e vetar um dos roceiros da Prova do Fazendeiro (Nadja). A formação da Roça não terá Resta Um. Chama Laranja (Tonzão): Ao final da votação, o dono do Poder deverá anular os votos de quatro peões (Alicia, Cezar, Jaquelline e Shay). Eles deverão votar outra vez, em peões diferentes, exceto o dono deste Poder (Alicia votou em Nadja, Cezar votou em André, Jaquelline votou em Lily e Shay votou em André). |
| 6      | Shay          | Márcia         | Sander   | Cezar Jenny Márcia Shay                   | Chama Branca (Sander): O dono do Poder deverá indicar o quarto roceiro (Márcia) e vetar um dos roceiros da Prova do Fazendeiro (Nadja). A formação da Roça não terá Resta Um. Chama Laranja (Tonzão): Ao final da votação, o dono do Poder deverá anular os votos de quatro peões (Alicia, Cezar, Jaquelline e Shay). Eles deverão votar outra vez, em peões diferentes, exceto o dono deste Poder (Alicia votou em Nadja, Cezar votou em André, Jaquelline votou em Lily e Shay votou em André). |
| 6      | Sander        | Sander         | Sander   | Cezar Jenny Márcia Shay                   | Chama Branca (Sander): O dono do Poder deverá indicar o quarto roceiro (Márcia) e vetar um dos roceiros da Prova do Fazendeiro (Nadja). A formação da Roça não terá Resta Um. Chama Laranja (Tonzão): Ao final da votação, o dono do Poder deverá anular os votos de quatro peões (Alicia, Cezar, Jaquelline e Shay). Eles deverão votar outra vez, em peões diferentes, exceto o dono deste Poder (Alicia votou em Nadja, Cezar votou em André, Jaquelline votou em Lily e Shay votou em André). |
| 6      | Yuri          | Sander         | Sander   | Cezar Jenny Márcia Shay                   | Chama Branca (Sander): O dono do Poder deverá indicar o quarto roceiro (Márcia) e vetar um dos roceiros da Prova do Fazendeiro (Nadja). A formação da Roça não terá Resta Um. Chama Laranja (Tonzão): Ao final da votação, o dono do Poder deverá anular os votos de quatro peões (Alicia, Cezar, Jaquelline e Shay). Eles deverão votar outra vez, em peões diferentes, exceto o dono deste Poder (Alicia votou em Nadja, Cezar votou em André, Jaquelline votou em Lily e Shay votou em André). |
| 7      | Alicia        | Alicia         | Alicia   | André Jaquelline Lily Yuri                | Chama Branca (Alicia): Troque o roceiro vetado da prova do Fazendeiro (Jaquelline) por outro roceiro (Lucas). Chama Laranja (Cezar): Troque o segundo roceiro (Nadja) por qualquer outro peão da Sede (Lucas). |
| 7      | Radamés       | Alicia         | Alicia   | André Jaquelline Lily Yuri                | Chama Branca (Alicia): Troque o roceiro vetado da prova do Fazendeiro (Jaquelline) por outro roceiro (Lucas). Chama Laranja (Cezar): Troque o segundo roceiro (Nadja) por qualquer outro peão da Sede (Lucas). |
| 7      | André         | Jaquelline     | Alicia   | André Jaquelline Lily Yuri                | Chama Branca (Alicia): Troque o roceiro vetado da prova do Fazendeiro (Jaquelline) por outro roceiro (Lucas). Chama Laranja (Cezar): Troque o segundo roceiro (Nadja) por qualquer outro peão da Sede (Lucas). |
| 7      | Jaquelline    | Jaquelline     | Alicia   | André Jaquelline Lily Yuri                | Chama Branca (Alicia): Troque o roceiro vetado da prova do Fazendeiro (Jaquelline) por outro roceiro (Lucas). Chama Laranja (Cezar): Troque o segundo roceiro (Nadja) por qualquer outro peão da Sede (Lucas). |
| 7      | Lily          | Lily           | Alicia   | André Jaquelline Lily Yuri                | Chama Branca (Alicia): Troque o roceiro vetado da prova do Fazendeiro (Jaquelline) por outro roceiro (Lucas). Chama Laranja (Cezar): Troque o segundo roceiro (Nadja) por qualquer outro peão da Sede (Lucas). |
| 7      | Yuri          | Lily           | Alicia   | André Jaquelline Lily Yuri                | Chama Branca (Alicia): Troque o roceiro vetado da prova do Fazendeiro (Jaquelline) por outro roceiro (Lucas). Chama Laranja (Cezar): Troque o segundo roceiro (Nadja) por qualquer outro peão da Sede (Lucas). |
| 8      | Cezar         | Cezar          | Cezar    | Lucas Sander Shay WL                      | Chama Branca (Cezar): O dono do Poder deverá escolher entre ficar imune à Roça ou indicar o terceiro roceiro entre os peões da Baia (Lucas). Chama Laranja (Shay): O Fazendeiro ganhará um prêmio de R$ 20 mil se deixar o dono do Poder escolher o primeiro indicado à Roça. |
| 8      | Sander        |                | Cezar    | Lucas Sander Shay WL                      | Chama Branca (Cezar): O dono do Poder deverá escolher entre ficar imune à Roça ou indicar o terceiro roceiro entre os peões da Baia (Lucas). Chama Laranja (Shay): O Fazendeiro ganhará um prêmio de R$ 20 mil se deixar o dono do Poder escolher o primeiro indicado à Roça. |
| 8      | Shay          |                | Cezar    | Lucas Sander Shay WL                      | Chama Branca (Cezar): O dono do Poder deverá escolher entre ficar imune à Roça ou indicar o terceiro roceiro entre os peões da Baia (Lucas). Chama Laranja (Shay): O Fazendeiro ganhará um prêmio de R$ 20 mil se deixar o dono do Poder escolher o primeiro indicado à Roça. |
| 8      | WL            |                | Cezar    | Lucas Sander Shay WL                      | Chama Branca (Cezar): O dono do Poder deverá escolher entre ficar imune à Roça ou indicar o terceiro roceiro entre os peões da Baia (Lucas). Chama Laranja (Shay): O Fazendeiro ganhará um prêmio de R$ 20 mil se deixar o dono do Poder escolher o primeiro indicado à Roça. |
| 9      | Alicia        | Alicia         | Lily     | Alicia André Radamés Tonzão               | Chama Branca (Lily): O dono do Poder deverá trocar o quarto roceiro (Radamés) por um peão que ainda não tenha ido para a votação do público na Roça (Alicia). Chama Laranja (WL): O dono do Poder deverá escolher um morador da Baia que poderá ser votado para a vaga de segundo roceiro (Alicia). |
| 9      | Lily          |                | Lily     | Alicia André Radamés Tonzão               | Chama Branca (Lily): O dono do Poder deverá trocar o quarto roceiro (Radamés) por um peão que ainda não tenha ido para a votação do público na Roça (Alicia). Chama Laranja (WL): O dono do Poder deverá escolher um morador da Baia que poderá ser votado para a vaga de segundo roceiro (Alicia). |
| 9      | Radamés       |                | Lily     | Alicia André Radamés Tonzão               | Chama Branca (Lily): O dono do Poder deverá trocar o quarto roceiro (Radamés) por um peão que ainda não tenha ido para a votação do público na Roça (Alicia). Chama Laranja (WL): O dono do Poder deverá escolher um morador da Baia que poderá ser votado para a vaga de segundo roceiro (Alicia). |
| 10     | André         | Nadja          | WL       | André Nadja Radamés Shay                  | Chama Branca (WL): A definição das duas últimas vagas da Roça acontecerá pelo "Restam Dois", iniciado pelo dono do Poder (WL salvou Yuri e Nadja e Radamés ocuparam as duas últimas vagas da Roça). O dono do Poder deve, ainda, vetar um destes dois roceiros da Prova do Fazendeiro (Radamés). Chama Laranja (Yuri): Multiplique por dois o total de votos recebido por um peão (Kally). |
| 10     | Nadja         | Nadja          | WL       | André Nadja Radamés Shay                  | Chama Branca (WL): A definição das duas últimas vagas da Roça acontecerá pelo "Restam Dois", iniciado pelo dono do Poder (WL salvou Yuri e Nadja e Radamés ocuparam as duas últimas vagas da Roça). O dono do Poder deve, ainda, vetar um destes dois roceiros da Prova do Fazendeiro (Radamés). Chama Laranja (Yuri): Multiplique por dois o total de votos recebido por um peão (Kally). |
| 10     | Radamés       | Shay           | WL       | André Nadja Radamés Shay                  | Chama Branca (WL): A definição das duas últimas vagas da Roça acontecerá pelo "Restam Dois", iniciado pelo dono do Poder (WL salvou Yuri e Nadja e Radamés ocuparam as duas últimas vagas da Roça). O dono do Poder deve, ainda, vetar um destes dois roceiros da Prova do Fazendeiro (Radamés). Chama Laranja (Yuri): Multiplique por dois o total de votos recebido por um peão (Kally). |
| 10     | Shay          | Shay           | WL       | André Nadja Radamés Shay                  | Chama Branca (WL): A definição das duas últimas vagas da Roça acontecerá pelo "Restam Dois", iniciado pelo dono do Poder (WL salvou Yuri e Nadja e Radamés ocuparam as duas últimas vagas da Roça). O dono do Poder deve, ainda, vetar um destes dois roceiros da Prova do Fazendeiro (Radamés). Chama Laranja (Yuri): Multiplique por dois o total de votos recebido por um peão (Kally). |
| 10     | WL            | WL             | WL       | André Nadja Radamés Shay                  | Chama Branca (WL): A definição das duas últimas vagas da Roça acontecerá pelo "Restam Dois", iniciado pelo dono do Poder (WL salvou Yuri e Nadja e Radamés ocuparam as duas últimas vagas da Roça). O dono do Poder deve, ainda, vetar um destes dois roceiros da Prova do Fazendeiro (Radamés). Chama Laranja (Yuri): Multiplique por dois o total de votos recebido por um peão (Kally). |
| 10     | Yuri          | WL             | WL       | André Nadja Radamés Shay                  | Chama Branca (WL): A definição das duas últimas vagas da Roça acontecerá pelo "Restam Dois", iniciado pelo dono do Poder (WL salvou Yuri e Nadja e Radamés ocuparam as duas últimas vagas da Roça). O dono do Poder deve, ainda, vetar um destes dois roceiros da Prova do Fazendeiro (Radamés). Chama Laranja (Yuri): Multiplique por dois o total de votos recebido por um peão (Kally). |
| 11     | Cezar         | Cezar          | Radamés  | Cezar Márcia Shay Yuri                    | Chama Branca (Radamés): Troque o terceiro ou quarto roceiro (Radamés) por um peão que não esteja na Roça (Nadja). Chama Laranja (Shay): Imunize um peão da Sede na votação cara a cara (Radamés). |
| 11     | Márcia        |                | Radamés  | Cezar Márcia Shay Yuri                    | Chama Branca (Radamés): Troque o terceiro ou quarto roceiro (Radamés) por um peão que não esteja na Roça (Nadja). Chama Laranja (Shay): Imunize um peão da Sede na votação cara a cara (Radamés). |
| 11     | Radamés       |                | Radamés  | Cezar Márcia Shay Yuri                    | Chama Branca (Radamés): Troque o terceiro ou quarto roceiro (Radamés) por um peão que não esteja na Roça (Nadja). Chama Laranja (Shay): Imunize um peão da Sede na votação cara a cara (Radamés). |
| 12     | Lily          | Lily           | Shay     | André Lily Márcia Nadja Radamés Tonzão WL | Chama Branca (Shay): A Roça terá cinco indicados e a eliminação será dupla. O dono do Poder deverá escolher dois peões (Lily e Tonzão). Uma nova votação decidirá qual dos dois é o quinto roceiro (Tonzão). Chama Laranja (Cezar): O dono do Poder deverá trocar três peões da Baia (Lily, Radamés e Tonzão) por três peões da Sede (André, Márcia e Nadja). |
| 12     | Radamés       | Lily           | Shay     | André Lily Márcia Nadja Radamés Tonzão WL | Chama Branca (Shay): A Roça terá cinco indicados e a eliminação será dupla. O dono do Poder deverá escolher dois peões (Lily e Tonzão). Uma nova votação decidirá qual dos dois é o quinto roceiro (Tonzão). Chama Laranja (Cezar): O dono do Poder deverá trocar três peões da Baia (Lily, Radamés e Tonzão) por três peões da Sede (André, Márcia e Nadja). |
| 12     | Cezar         | Shay           | Shay     | André Lily Márcia Nadja Radamés Tonzão WL | Chama Branca (Shay): A Roça terá cinco indicados e a eliminação será dupla. O dono do Poder deverá escolher dois peões (Lily e Tonzão). Uma nova votação decidirá qual dos dois é o quinto roceiro (Tonzão). Chama Laranja (Cezar): O dono do Poder deverá trocar três peões da Baia (Lily, Radamés e Tonzão) por três peões da Sede (André, Márcia e Nadja). |
| 12     | Shay          | Shay           | Shay     | André Lily Márcia Nadja Radamés Tonzão WL | Chama Branca (Shay): A Roça terá cinco indicados e a eliminação será dupla. O dono do Poder deverá escolher dois peões (Lily e Tonzão). Uma nova votação decidirá qual dos dois é o quinto roceiro (Tonzão). Chama Laranja (Cezar): O dono do Poder deverá trocar três peões da Baia (Lily, Radamés e Tonzão) por três peões da Sede (André, Márcia e Nadja). |
| 12     | Tonzão        | WL             | Shay     | André Lily Márcia Nadja Radamés Tonzão WL | Chama Branca (Shay): A Roça terá cinco indicados e a eliminação será dupla. O dono do Poder deverá escolher dois peões (Lily e Tonzão). Uma nova votação decidirá qual dos dois é o quinto roceiro (Tonzão). Chama Laranja (Cezar): O dono do Poder deverá trocar três peões da Baia (Lily, Radamés e Tonzão) por três peões da Sede (André, Márcia e Nadja). |
| 12     | WL            | WL             | Shay     | André Lily Márcia Nadja Radamés Tonzão WL | Chama Branca (Shay): A Roça terá cinco indicados e a eliminação será dupla. O dono do Poder deverá escolher dois peões (Lily e Tonzão). Uma nova votação decidirá qual dos dois é o quinto roceiro (Tonzão). Chama Laranja (Cezar): O dono do Poder deverá trocar três peões da Baia (Lily, Radamés e Tonzão) por três peões da Sede (André, Márcia e Nadja). |

### Delegação das obrigações
Toda semana, o Fazendeiro tem que delegar uma obrigação para os peões, como cuidar das vacas, das aves e das plantas.
|                 | Sem. 1                                                                          | Sem. 2                                                                  | Sem. 3                                                              | Sem. 4                                                           | Sem. 5                                          | Sem. 6                                 | Sem. 7                                | Sem. 8                                   | Sem. 9                     | Sem. 10    | Sem. 11    | Sem. 12    | Sem. 13    | Sem. 13    |
| Dia 89          | Sem. 1                                                                          | Sem. 2                                                                  | Sem. 3                                                              | Sem. 4                                                           | Sem. 5                                          | Sem. 6                                 | Sem. 7                                | Sem. 8                                   | Sem. 9                     | Sem. 10    | Sem. 11    | Sem. 12    | Dia 92     |            |
| --------------- | ------------------------------------------------------------------------------- | ----------------------------------------------------------------------- | ------------------------------------------------------------------- | ---------------------------------------------------------------- | ----------------------------------------------- | -------------------------------------- | ------------------------------------- | ---------------------------------------- | -------------------------- | ---------- | ---------- | ---------- | ---------- | ---------- |
| Fazendeiro      | Yuri                                                                            | André                                                                   | Jaquelline                                                          | Yuri                                                             | Jenny                                           | Lucas                                  | Shay                                  | Yuri                                     | Jaquelline                 | Cezar      | Tonzão     | Jaquelline | André      | Ninguém    |
| Vaca e Touro    | Lucas                                                                           | Radamés                                                                 | Cezar                                                               | André                                                            | Alicia                                          | Jaquelline                             | André                                 | Cezar                                    | WL                         | Márcia     | Cezar      | André      | Jaquelline | Jaquelline |
| Vaca e Touro    | Henrique                                                                        | Shay                                                                    | Jenny                                                               | Jaquelline                                                       | Cezar                                           | Yuri                                   | WL                                    | Lucas                                    | Yuri                       | WL         | Kally      | Radamés    | Shay       | André      |
| Vaca e Touro    | Henrique                                                                        | Shay                                                                    | Jenny                                                               | Jaquelline                                                       | Cezar                                           | Yuri                                   | WL                                    | Lucas                                    | Yuri                       | WL         | Shay       | Radamés    | Shay       | André      |
| Cavalo          | Jaquelline                                                                      | Kally                                                                   | Lucas                                                               | Alicia                                                           | Shay                                            | Nadja                                  | Henrique                              | Radamés                                  | Radamés                    | Radamés    | Nadja      | Nadja      | Cezar      | WL         |
| Cavalo          | Jaquelline                                                                      | Kally                                                                   | Lucas                                                               | Alicia                                                           | Shay                                            | Nadja                                  | Henrique                              | Radamés                                  | Radamés                    | Radamés    | Nadja      | Nadja      | Nadja      | WL         |
| Mini cabras     | WL                                                                              | Rachel                                                                  | Márcia                                                              | WL                                                               | Kally                                           | Alicia                                 | Radamés                               | Kally                                    | Shay                       | André      | Lily       | Yuri       | Márcia     | Márcia     |
| Mini cabras     | WL                                                                              | Rachel                                                                  | Márcia                                                              | WL                                                               | Kally                                           | Alicia                                 | Radamés                               | Kally                                    | Shay                       | André      | Lily       | Tonzão     | Márcia     | Márcia     |
| Ovelhas         | Kally                                                                           | Jaquelline                                                              | Kally                                                               | Lily                                                             | Rachel                                          | Sander                                 | Lily                                  | André                                    | Nadja                      | Yuri       | André      | Shay       | Lily       | Lily       |
| Ovelhas         | Kally                                                                           | Jaquelline                                                              | Kally                                                               | Lily                                                             | WL                                              | Sander                                 | Lily                                  | André                                    | Nadja                      | Yuri       | André      | Shay       | Lily       | Lily       |
| Porcos          | Nathalia                                                                        | Nadja                                                                   | Nadja                                                               | Simioni                                                          | Nadja                                           | Márcia                                 | Cezar                                 | Lily                                     | Lucas                      | Kally      | Yuri       | Márcia     | Nadja      | Márcia     |
| Horta e plantas | Márcia                                                                          | Cariúcha                                                                | Henrique                                                            | Lucas                                                            | Jaquelline                                      | André                                  | Yuri                                  | Nadja                                    | Cezar                      | Jaquelline | WL         | WL         | WL         | Lily       |
| Aves            | Tonzão                                                                          | Lucas                                                                   | Radamés                                                             | Cezar                                                            | Radamés                                         | Radamés                                | Tonzão                                | WL                                       | Alicia                     | Alicia     | Jaquelline | Lily       | Radamés    | Tonzão     |
| Aves            | Tonzão                                                                          | Lucas                                                                   | Radamés                                                             | Cezar                                                            | Radamés                                         | Radamés                                | Tonzão                                | WL                                       | Alicia                     | Nadja      | Jaquelline | Lily       | Tonzão     | Tonzão     |
| Lixo            | Jenny                                                                           | Laranjinha                                                              | Cariúcha                                                            | Rachel                                                           | Lucas                                           | Tonzão                                 | Jaquelline                            | Shay                                     | Lily                       | Tonzão     | Márcia     | Tonzão     | WL         | WL         |
| Câmera          | Lily                                                                            | Alicia                                                                  | WL                                                                  | Shay                                                             | Henrique                                        | Henrique                               | Alicia                                | Alicia                                   | Kally                      | Lily       | Radamés    | Cezar      | Tonzão     | Tonzão     |
| Sem obrigações  | Alicia André Cariúcha Cezar Laranjinha Nadja Rachel Radamés Sander Shay Simioni | Cezar Henrique Jenny Lily Márcia Nathalia Sander Simioni Tonzão WL Yuri | Alicia André Laranjinha Lily Rachel Sander Shay Simioni Tonzão Yuri | Cariúcha Henrique Jenny Kally Márcia Nadja Radamés Sander Tonzão | André Lily Márcia Sander Simioni Tonzão WL Yuri | Cezar Jenny Kally Lily Shay Simioni WL | Jenny Kally Lucas Márcia Nadja Sander | Henrique Jaquelline Márcia Sander Tonzão | André Márcia Sander Tonzão | Nadja Shay | Shay       | Ninguém    | Ninguém    | Ninguém    |

### Rancho do Fazendeiro
| Semana | Fazendeiro | Acompanhantes            |
| ------ | ---------- | ------------------------ |
| 1      | Yuri       | Laranjinha Lily Nathalia |
| 2      | André      | Rachel Radamés Tonzão    |
| 3      | Jaquelline | Kally Nadja Rachel       |
| 4      | Yuri       | Lily Tonzão WL           |
| 5      | Jenny      | Lily Simioni WL          |
| 6      | Lucas      | André Jaquelline Kally   |
| 7      | Shay       | Alicia Cezar Radamés     |
| 8      | Yuri       | Sander Tonzão WL         |
| 9      | Jaquelline | André Lucas Márcia       |
| 10     | Cezar      | Kally Radamés Shay       |
| 11     | Tonzão     | Lily WL Yuri             |
| 12     | Jaquelline | André Lily Márcia        |
| 13     | André      | (nenhum)                 |

### Punições
Quando há o descumprimento de alguma regra, demora ou erro no cuidado dos animais, os peões recebem alguma punição que prejudique a autossubsistência na Sede.
| Data  | Peão           | Motivo                                                                                 | Duração                                            | Punição                                            | Fazendeiro da Semana |
| ----- | -------------- | -------------------------------------------------------------------------------------- | -------------------------------------------------- | -------------------------------------------------- | -------------------- |
| 25/09 | Tonzão         | Não cumpriu as regras de horário da Fazenda Saiu do perímetro em horário não permitido | 12 horas                                           | Sem água quente                                    | Yuri                 |
| 25/09 | Nathalia       | Não cumpriu as regras de convivência na Baia Utilizou a pia da Sede                    | 6 horas                                            | Sem academia                                       | Yuri                 |
| 28/09 | Alicia         | Não utilizou o microfone para se comunicar                                             | 6 horas                                            | Sem gás                                            | André                |
| 30/09 | Jaquelline     | Levaram bebidas da festa para dentro da Sede                                           | 12 horas                                           | Sem café                                           | André                |
| 30/09 | Lily           | Levaram bebidas da festa para dentro da Sede                                           | 12 horas                                           | Sem café                                           | André                |
| 30/09 | Kally          | Urinou no gramado durante a festa                                                      | 8 horas                                            | Sem água                                           | André                |
| 01/10 | Jaquelline (2) | Não utilizou o microfone para se comunicar                                             | 24 horas                                           | Sem água                                           | André                |
| 04/10 | Jaquelline (3) | Não atendeu aos sinais sonoros para obrigações das ovelhas                             | 24 horas                                           | Sem piscina                                        | André                |
| 05/10 | Laranjinha     | Não cumpriu as regras de convivência na Baia Utilizou a pia da Sede                    | 24 horas                                           | Sem academia                                       | Jaquelline           |
| 06/10 | André          | Não cumpriu as regras de horário da Fazenda Saiu do perímetro em horário não permitido | 12 horas                                           | Sem gás                                            | Jaquelline           |
| 10/10 | Shay           | Não cumpriu as regras de convivência na Baia Utilizou a pia da Sede                    | 24 horas                                           | Sem gás                                            | Jaquelline           |
| 10/10 | Jenny          | Trocou de roupa no reservado                                                           | 48 horas                                           | Sem pão                                            | Jaquelline           |
| 16/10 | Nadja          | Desceu para a área dos animais com item não permitido (garrafa)                        | 24 horas                                           | Sem água quente                                    | Yuri                 |
| 18/10 | Lucas          | Não utilizou galochas na área dos animais                                              | Até a próxima reposição                            | Sem café                                           | Yuri                 |
| 19/10 | Jenny (2)      | Não atenderam aos sinais sonoros para obrigações das ovelhas                           | 48 horas                                           | Sem gás                                            | Jenny                |
| 19/10 | Rachel         | Não atenderam aos sinais sonoros para obrigações das ovelhas                           | 48 horas                                           | Sem gás                                            | Jenny                |
| 19/10 | Rachel (2)     | Agressão física contra Jenny                                                           | Expulsão                                           | Expulsão                                           | Jenny                |
| 21/10 | Lily (2)       | Levaram comidas do Rancho do Fazendeiro para dentro da Sede                            | 24 horas                                           | Sem água                                           | Jenny                |
| 21/10 | WL             | Levaram comidas do Rancho do Fazendeiro para dentro da Sede                            | 24 horas                                           | Sem água                                           | Jenny                |
| 25/10 | Márcia         | Não utilizou o microfone para se comunicar                                             | 48 horas                                           | Sem academia                                       | Jenny                |
| 27/10 | Jaquelline (4) | Não atendeu aos sinais sonoros para obrigações da vaca                                 | 24 horas                                           | Sem piscina e ofurô                                | Lucas                |
| 27/10 | Yuri           | Não atendeu aos sinais sonoros para obrigações do touro                                | 24 horas                                           | Sem piscina e ofurô                                | Lucas                |
| 30/10 | Jenny (3)      | Não cumpriu as regras de convivência na Baia Levou objetos e alimentos para a Baia     | 48 horas                                           | Sem pão                                            | Lucas                |
| 01/11 | Tonzão (2)     | Não atendeu aos sinais sonoros para obrigações do lixo                                 | 36 horas                                           | Sem água quente                                    | Lucas                |
| 04/11 | WL (2)         | Levou água para a área dos animais                                                     | Até a próxima reposição                            | Sem ovos                                           | Shay                 |
| 04/11 | Kally (2)      | Entrou na piscina com microfone                                                        | 48 horas                                           | Sem gás                                            | Shay                 |
| 05/11 | Lily (3)       | Entrou na piscina com microfone                                                        | 48 horas                                           | Sem água quente                                    | Shay                 |
| 07/11 | Lily (4)       | Não cumpriu as regras de convivência na Baia Utilizou o reservado da Sede              | 48 horas                                           | Sem academia                                       | Shay                 |
| 08/11 | Shay (2)       | Deixaram o lago das aves transbordar                                                   | Até a próxima reposição                            | Sem carne                                          | Shay                 |
| 08/11 | Tonzão (3)     | Deixaram o lago das aves transbordar                                                   | Até a próxima reposição                            | Sem carne                                          | Shay                 |
| 09/11 | Lily (5)       | Não cumpriu as regras de convivência na Baia Utilizou o reservado da Sede              | 48 horas                                           | Sem ducha, piscina e ofurô                         | Yuri                 |
| 11/11 | Alicia (2)     | Não utilizou o microfone para se comunicar                                             | 48 horas                                           | Sem água quente                                    | Yuri                 |
| 12/11 | Cezar          | Não atenderam aos sinais sonoros para obrigações da vaca                               | Não informado                                      | Sem piscina e ofurô                                | Yuri                 |
| 12/11 | Lucas (2)      | Não atenderam aos sinais sonoros para obrigações da vaca                               | Não informado                                      | Sem piscina e ofurô                                | Yuri                 |
| 13/11 | WL (3)         | Não atendeu aos sinais sonoros para obrigações das aves                                | 24 horas                                           | Sem academia                                       | Yuri                 |
| 13/11 | Lucas (3)      | Não cumpriu as regras de convivência na Baia Utilizou a pia da Sede                    | 24 horas                                           | Sem água                                           | Yuri                 |
| 19/11 | Alicia (3)     | Deixou o lago das aves transbordar                                                     | 1 semana                                           | Sem ovos                                           | Jaquelline           |
| 20/11 | Lily (6)       | Não utilizou galochas na área dos animais                                              | 48 horas                                           | Sem pão                                            | Jaquelline           |
| 20/11 | Jaquelline (5) | Danificou móveis da cozinha                                                            | Sem imunidade à Roça aplicada somente à Jaquelline | Sem imunidade à Roça aplicada somente à Jaquelline | Jaquelline           |
| 27/11 | Nadja (2)      | Não cumpriu as regras de convivência na Baia Utilizou a pia da Sede                    | 48 horas                                           | Sem academia                                       | Cezar                |
| 28/11 | Nadja (3)      | Deixou o lago das aves transbordar                                                     | Até a próxima reposição                            | Sem café                                           | Cezar                |
| 04/12 | Cezar (2)      | Não cumpriu as regras de convivência na Baia Utilizou a pia da Sede                    | 48 horas                                           | Sem gás                                            | Tonzão               |
| 19/12 | Tonzão (4)     | Entraram no laguinho das aves                                                          | Até o fim do programa                              | Sem caviar                                         | (nenhum)             |
| 19/12 | WL (4)         | Entraram no laguinho das aves                                                          | Até o fim do programa                              | Sem caviar                                         | (nenhum)             |

### Votação
|                       | Semana 1                 | Semana 1                       | Semana 1                             | Semana 2                            | Semana 3                      | Semana 3                      | Semana 4                    | Semana 5                     | Semana 6                     | Semana 7                         | Semana 8                       | Semana 9                    | Semana 10                     | Semana 10                     | Semana 11                   | Semana 12                                 | Semana 12                                 | Semana 12                                 | Semana 13                        | Semana 13                              | Semana 13                     | Votos recebidos |
| Dia 2                 | Dia 2                    | Dia 10                         | Dia 90                               | Semana 2                            | Semana 3                      | Semana 3                      | Semana 4                    | Semana 5                     | Semana 6                     | Semana 7                         | Semana 8                       | Semana 9                    | Semana 10                     | Semana 10                     | Semana 11                   | Semana 12                                 | Semana 12                                 | Semana 12                                 | Dia 93                           | Final                                  |                               | Votos recebidos |
| Homens                | Mulheres                 | Dia 10                         | Dia 90                               | Semana 2                            | Semana 3                      | Semana 3                      | Semana 4                    | Semana 5                     | Semana 6                     | Semana 7                         | Semana 8                       | Semana 9                    | Semana 10                     | Semana 10                     | Semana 11                   | Semana 12                                 | Semana 12                                 | Semana 12                                 | Dia 93                           | Final                                  |                               | Votos recebidos |
| --------------------- | ------------------------ | ------------------------------ | ------------------------------------ | ----------------------------------- | ----------------------------- | ----------------------------- | --------------------------- | ---------------------------- | ---------------------------- | -------------------------------- | ------------------------------ | --------------------------- | ----------------------------- | ----------------------------- | --------------------------- | ----------------------------------------- | ----------------------------------------- | ----------------------------------------- | -------------------------------- | -------------------------------------- | ----------------------------- | --------------- |
| Fazendeiro da Semana  | (nenhum)                 | (nenhum)                       | Yuri                                 | André                               | Jaquelline                    | Jaquelline                    | Yuri                        | Jenny                        | Lucas                        | Shay                             | Yuri                           | Jaquelline                  | Cezar                         | Cezar                         | Tonzão                      | Jaquelline                                | Jaquelline                                | Jaquelline                                | André                            | (nenhum)                               | (nenhum)                      |                 |
| Poder do Lampião      | (nenhum)                 | (nenhum)                       | Tonzão                               | Nadja                               | Lucas                         | Lucas                         | Radamés                     | Tonzão                       | Sander                       | Alicia                           | Cezar                          | Lily                        | WL                            | WL                            | Radamés                     | Shay                                      | Shay                                      | Shay                                      | (nenhum)                         | (nenhum)                               | (nenhum)                      |                 |
| Excluídos (Baia)      | (nenhum)                 | (nenhum)                       | André Cezar Jaquelline Lily Nathalia | Alicia Laranjinha Rachel WL         | Cariúcha Radamés Shay Yuri    | Cariúcha Radamés Shay Yuri    | Jenny Lucas Márcia Rachel   | Cezar Henrique Lily Simioni  | Cezar Jenny Márcia Shay      | André Jaquelline Lily Yuri       | Lucas Sander Shay WL           | Alicia André Radamés Tonzão | André Nadja Radamés Shay      | André Nadja Radamés Shay      | Cezar Márcia Shay Yuri      | André Lily Márcia Nadja Radamés Tonzão WL | André Lily Márcia Nadja Radamés Tonzão WL | André Lily Márcia Nadja Radamés Tonzão WL | (nenhum)                         | (nenhum)                               | (nenhum)                      |                 |
| Indicado (Fazendeiro) | (nenhum)                 | (nenhum)                       | Rachel                               | Tonzão                              | Cariúcha                      | Cariúcha                      | Kally                       | Kally                        | Jenny                        | Jaquelline                       | Jaquelline                     | Cezar                       | Tonzão                        | Tonzão                        | Cezar                       | Cezar                                     | Cezar                                     | Cezar                                     | (nenhum)                         | (nenhum)                               | (nenhum)                      |                 |
| Indicado (Peões)      | (nenhum)                 | (nenhum)                       | Lucas                                | Jaquelline                          | Márcia                        | Márcia                        | Cezar                       | Lucas                        | Nadja                        | Nadja                            | Márcia                         | Shay                        | Kally                         | Kally                         | Jaquelline                  | Radamés                                   | Radamés                                   | Radamés                                   | Shay                             | (nenhum)                               | (nenhum)                      |                 |
| Indicado (Peões)      | (nenhum)                 | (nenhum)                       | Lucas                                | Jaquelline                          | Márcia                        | Márcia                        | André                       | Lucas                        | Nadja                        | Lucas                            | Márcia                         | Shay                        | Kally                         | Kally                         | Jaquelline                  | Radamés                                   | Radamés                                   | Radamés                                   | Shay                             | (nenhum)                               | (nenhum)                      |                 |
| Indicado (Baia)       | (nenhum)                 | (nenhum)                       | Nathalia                             | Laranjinha                          | Shay                          | Shay                          | Jenny                       | Cezar                        | Shay                         | Yuri                             | Lucas                          | André                       | (nenhum)                      | (nenhum)                      | Yuri                        | WL                                        | WL                                        | WL                                        | (nenhum)                         | (nenhum)                               | (nenhum)                      |                 |
| Indicado (Outros)     | (nenhum)                 | (nenhum)                       | André                                | Sander                              | Yuri                          | Yuri                          | Nadja                       | Simioni                      | Márcia                       | Henrique                         | Sander                         | Radamés                     | Nadja                         | Radamés                       | Radamés                     | André                                     | Tonzão                                    | Tonzão                                    | Jaquelline Márcia Nadja WL       | André Jaquelline Lily Márcia Tonzão WL | (nenhum)                      |                 |
| Indicado (Outros)     | (nenhum)                 | (nenhum)                       | André                                | Sander                              | Yuri                          | Yuri                          | Nadja                       | Simioni                      | Márcia                       | Henrique                         | Sander                         | Alicia                      | Nadja                         | Radamés                       | Nadja                       | André                                     | Tonzão                                    | Tonzão                                    | Jaquelline Márcia Nadja WL       | André Jaquelline Lily Márcia Tonzão WL | (nenhum)                      |                 |
|                       |                          |                                |                                      |                                     |                               |                               |                             |                              |                              |                                  |                                |                             |                               |                               |                             |                                           |                                           |                                           |                                  |                                        |                               |                 |
| Jaquelline            | Sede                     | Sede                           | Laranjinha                           | Cezar                               | Fazendeira                    | Fazendeira                    | Cezar                       | Tonzão                       | Tonzão Lily                  | Tonzão                           | Cezar                          | Fazendeira                  | Kally (x2)                    | Kally (x2)                    | Nadja                       | Fazendeira                                | Fazendeira                                | Fazendeira                                | Tonzão                           | Roça                                   | Vencedora (Dia 96)            | 26              |
| André                 | Sede                     | Sede                           | Radamés                              | Fazendeiro                          | Alicia                        | Yuri                          | Cezar                       | Tonzão                       | Alicia                       | Tonzão                           | Cezar                          | Shay                        | Kally (x2)                    | Kally (x2)                    | Nadja                       | Radamés                                   | Radamés                                   | Tonzão                                    | Shay                             | Roça                                   | 2º lugar (Dia 96)             | 7               |
| Márcia                | Sede                     | Sede                           | Lucas                                | Jaquelline                          | Simioni                       | Simioni                       | Cezar                       | Alicia                       | Alicia                       | Kally                            | Cezar                          | Shay                        | Kally (x2)                    | Kally (x2)                    | André                       | Shay                                      | Shay                                      | Tonzão                                    | Lily                             | Roça                                   | 3º lugar (Dia 96)             | 18              |
| WL                    | Sede                     | Sede                           | Lucas                                | Lucas                               | Nadja                         | Simioni                       | Cezar                       | Lucas                        | Nadja                        | Nadja                            | Nadja                          | Shay                        | Kally (x2)                    | Kally (x2)                    | Jaquelline                  | Radamés                                   | Radamés                                   | Tonzão                                    | Shay                             | Roça                                   | 4º lugar (Dia 96)             | 1               |
| Lily                  | Sede                     | Sede                           | Lucas                                | Jaquelline                          | Nadja                         | Simioni                       | Cezar                       | Jaquelline                   | Nadja                        | Nadja                            | Márcia                         | Shay                        | Kally (x2)                    | Kally (x2)                    | Jaquelline                  | Radamés                                   | Radamés                                   | Inelegível                                | Shay                             | Roça                                   | Eliminada (Dia 94)            | 11              |
| Tonzão                | Sede                     | Sede                           | Lucas (x2)                           | Shay                                | Alicia                        | Simioni                       | Cezar                       | Lucas                        | Nadja                        | Nadja                            | Cezar                          | Shay                        | Kally (x2)                    | Kally (x2)                    | Jaquelline                  | Radamés                                   | Radamés                                   | Inelegível                                | Shay                             | Roça                                   | Eliminado (Dia 94)            | 20              |
| Nadja                 | Paiol                    | Paiol                          | Sander                               | Cezar                               | Alicia                        | Yuri                          | Cezar                       | Alicia                       | Alicia                       | Tonzão                           | Lily                           | Jaquelline                  | Jaquelline                    | Jaquelline                    | Jaquelline                  | Shay                                      | Shay                                      | Tonzão                                    | Tonzão                           | Eliminada (Dia 91)                     | Eliminada (Dia 91)            | 30              |
| Shay                  | Paiol                    | Paiol                          | Kally                                | Jaquelline                          | Márcia                        | Yuri                          | André                       | Nadja                        | Tonzão André                 | Fazendeiro                       | Márcia                         | Jaquelline                  | Márcia                        | Márcia                        | Lily                        | Lily                                      | Lily                                      | Lily                                      | Tonzão                           | Eliminado (Dia 91)                     | Eliminado (Dia 91)            | 16              |
| Cezar                 | Paiol                    | Paiol                          | Lucas                                | Jaquelline                          | Márcia                        | Yuri                          | Tonzão                      | Lucas                        | Tonzão André                 | Lucas                            | Márcia                         | Jaquelline                  | Fazendeiro                    | Fazendeiro                    | Nadja                       | Lily                                      | Lily                                      | Lily                                      | Eliminado (Dia 89)               | Eliminado (Dia 89)                     | Eliminado (Dia 89)            | 23              |
| Radamés               | Sede                     | Sede                           | Lucas                                | Jaquelline                          | Nadja                         | Yuri                          | André                       | Nadja                        | Nadja                        | Lucas                            | Márcia                         | Jaquelline                  | Jaquelline                    | Jaquelline                    | Nadja                       | Lily                                      | Lily                                      | Lily                                      | Eliminado (Dia 89)               | Eliminado (Dia 89)                     | Eliminado (Dia 89)            | 5               |
| Yuri                  | Sede                     | Sede                           | Fazendeiro                           | Jaquelline                          | Nadja                         | Inelegível                    | Fazendeiro                  | Lucas                        | Nadja                        | Nadja                            | Fazendeiro                     | Shay                        | Kally (x2)                    | Kally (x2)                    | Jaquelline                  | Eliminado (Dia 82)                        | Eliminado (Dia 82)                        | Eliminado (Dia 82)                        | Eliminado (Dia 82)               | Eliminado (Dia 82)                     | Eliminado (Dia 82)            | 13              |
| Kally                 | Sede                     | Sede                           | Laranjinha                           | Sander                              | Márcia                        | Yuri                          | Nadja                       | Tonzão                       | Tonzão                       | Márcia                           | Márcia                         | Jaquelline                  | Jaquelline                    | Jaquelline                    | Eliminada (Dia 75)          | Eliminada (Dia 75)                        | Eliminada (Dia 75)                        | Eliminada (Dia 75)                        | Eliminada (Dia 75)               | Eliminada (Dia 75)                     | Eliminada (Dia 75)            | 18              |
| Alicia                | Paiol                    | Paiol                          | Lucas                                | Nadja                               | Márcia                        | Yuri                          | André                       | Lucas                        | Tonzão Nadja                 | Lucas                            | Márcia                         | Lily                        | Eliminada (Dia 68)            | Eliminada (Dia 68)            | Eliminada (Dia 68)          | Eliminada (Dia 68)                        | Eliminada (Dia 68)                        | Eliminada (Dia 68)                        | Eliminada (Dia 68)               | Eliminada (Dia 68)                     | Eliminada (Dia 68)            | 10              |
| Lucas                 | Sede                     | Sede                           | Laranjinha                           | Cariúcha                            | Tonzão                        | Yuri                          | Cezar                       | Tonzão                       | Fazendeiro                   | Tonzão                           | Cezar                          | Shay                        | Desistente (Dia 67)           | Desistente (Dia 67)           | Desistente (Dia 67)         | Desistente (Dia 67)                       | Desistente (Dia 67)                       | Desistente (Dia 67)                       | Desistente (Dia 67)              | Desistente (Dia 67)                    | Desistente (Dia 67)           | 29              |
| Sander                | Sede                     | Sede                           | Lucas                                | Jaquelline                          | Márcia                        | Yuri                          | Cezar                       | Lucas                        | Nadja                        | Nadja                            | Márcia                         | Eliminado (Dia 61)          | Eliminado (Dia 61)            | Eliminado (Dia 61)            | Eliminado (Dia 61)          | Eliminado (Dia 61)                        | Eliminado (Dia 61)                        | Eliminado (Dia 61)                        | Eliminado (Dia 61)               | Eliminado (Dia 61)                     | Eliminado (Dia 61)            | 2               |
| Henrique              | Sede                     | Sede                           | Lucas                                | Jaquelline                          | Nadja                         | Simioni                       | Nadja                       | Lucas                        | Nadja                        | Lucas                            | Eliminado (Dia 54)             | Eliminado (Dia 54)          | Eliminado (Dia 54)            | Eliminado (Dia 54)            | Eliminado (Dia 54)          | Eliminado (Dia 54)                        | Eliminado (Dia 54)                        | Eliminado (Dia 54)                        | Eliminado (Dia 54)               | Eliminado (Dia 54)                     | Eliminado (Dia 54)            | 0               |
| Jenny                 | Sede                     | Sede                           | Lucas                                | Jaquelline                          | Márcia                        | Yuri                          | Cezar                       | Fazendeira                   | Nadja                        | Eliminada (Dia 47)               | Eliminada (Dia 47)             | Eliminada (Dia 47)          | Eliminada (Dia 47)            | Eliminada (Dia 47)            | Eliminada (Dia 47)          | Eliminada (Dia 47)                        | Eliminada (Dia 47)                        | Eliminada (Dia 47)                        | Eliminada (Dia 47)               | Eliminada (Dia 47)                     | Eliminada (Dia 47)            | 2               |
| Simioni               | Sede                     | Sede                           | Lucas (x2)                           | Jaquelline                          | Márcia                        | Inelegível                    | Cezar                       | Alicia                       | Eliminada (Dia 40)           | Eliminada (Dia 40)               | Eliminada (Dia 40)             | Eliminada (Dia 40)          | Eliminada (Dia 40)            | Eliminada (Dia 40)            | Eliminada (Dia 40)          | Eliminada (Dia 40)                        | Eliminada (Dia 40)                        | Eliminada (Dia 40)                        | Eliminada (Dia 40)               | Eliminada (Dia 40)                     | Eliminada (Dia 40)            | 7               |
| Rachel                | Sede                     | Sede                           | Laranjinha                           | Cariúcha                            | Márcia                        | Simioni                       | Nadja                       | Expulsa (Dia 33)             | Expulsa (Dia 33)             | Expulsa (Dia 33)                 | Expulsa (Dia 33)               | Expulsa (Dia 33)            | Expulsa (Dia 33)              | Expulsa (Dia 33)              | Expulsa (Dia 33)            | Expulsa (Dia 33)                          | Expulsa (Dia 33)                          | Expulsa (Dia 33)                          | Expulsa (Dia 33)                 | Expulsa (Dia 33)                       | Expulsa (Dia 33)              | 1               |
| Cariúcha              | Sede                     | Sede                           | Lucas                                | Jaquelline                          | Cezar                         | Yuri                          | Eliminada (Dia 26)          | Eliminada (Dia 26)           | Eliminada (Dia 26)           | Eliminada (Dia 26)               | Eliminada (Dia 26)             | Eliminada (Dia 26)          | Eliminada (Dia 26)            | Eliminada (Dia 26)            | Eliminada (Dia 26)          | Eliminada (Dia 26)                        | Eliminada (Dia 26)                        | Eliminada (Dia 26)                        | Eliminada (Dia 26)               | Eliminada (Dia 26)                     | Eliminada (Dia 26)            | 3               |
| Laranjinha            | Sede                     | Sede                           | Lucas                                | Jaquelline                          | Eliminado (Dia 19)            | Eliminado (Dia 19)            | Eliminado (Dia 19)          | Eliminado (Dia 19)           | Eliminado (Dia 19)           | Eliminado (Dia 19)               | Eliminado (Dia 19)             | Eliminado (Dia 19)          | Eliminado (Dia 19)            | Eliminado (Dia 19)            | Eliminado (Dia 19)          | Eliminado (Dia 19)                        | Eliminado (Dia 19)                        | Eliminado (Dia 19)                        | Eliminado (Dia 19)               | Eliminado (Dia 19)                     | Eliminado (Dia 19)            | 5               |
| Nathalia              | Sede                     | Sede                           | Lucas                                | Eliminada (Dia 12)                  | Eliminada (Dia 12)            | Eliminada (Dia 12)            | Eliminada (Dia 12)          | Eliminada (Dia 12)           | Eliminada (Dia 12)           | Eliminada (Dia 12)               | Eliminada (Dia 12)             | Eliminada (Dia 12)          | Eliminada (Dia 12)            | Eliminada (Dia 12)            | Eliminada (Dia 12)          | Eliminada (Dia 12)                        | Eliminada (Dia 12)                        | Eliminada (Dia 12)                        | Eliminada (Dia 12)               | Eliminada (Dia 12)                     | Eliminada (Dia 12)            | 1               |
| Erick                 | Paiol                    | Paiol                          | Eliminado (Dia 5)                    | Eliminado (Dia 5)                   | Eliminado (Dia 5)             | Eliminado (Dia 5)             | Eliminado (Dia 5)           | Eliminado (Dia 5)            | Eliminado (Dia 5)            | Eliminado (Dia 5)                | Eliminado (Dia 5)              | Eliminado (Dia 5)           | Eliminado (Dia 5)             | Eliminado (Dia 5)             | Eliminado (Dia 5)           | Eliminado (Dia 5)                         | Eliminado (Dia 5)                         | Eliminado (Dia 5)                         | Eliminado (Dia 5)                | Eliminado (Dia 5)                      | Eliminado (Dia 5)             | —               |
| Igor                  | Paiol                    | Paiol                          | Eliminado (Dia 5)                    | Eliminado (Dia 5)                   | Eliminado (Dia 5)             | Eliminado (Dia 5)             | Eliminado (Dia 5)           | Eliminado (Dia 5)            | Eliminado (Dia 5)            | Eliminado (Dia 5)                | Eliminado (Dia 5)              | Eliminado (Dia 5)           | Eliminado (Dia 5)             | Eliminado (Dia 5)             | Eliminado (Dia 5)           | Eliminado (Dia 5)                         | Eliminado (Dia 5)                         | Eliminado (Dia 5)                         | Eliminado (Dia 5)                | Eliminado (Dia 5)                      | Eliminado (Dia 5)             | —               |
| JP                    | Paiol                    | Paiol                          | Eliminado (Dia 5)                    | Eliminado (Dia 5)                   | Eliminado (Dia 5)             | Eliminado (Dia 5)             | Eliminado (Dia 5)           | Eliminado (Dia 5)            | Eliminado (Dia 5)            | Eliminado (Dia 5)                | Eliminado (Dia 5)              | Eliminado (Dia 5)           | Eliminado (Dia 5)             | Eliminado (Dia 5)             | Eliminado (Dia 5)           | Eliminado (Dia 5)                         | Eliminado (Dia 5)                         | Eliminado (Dia 5)                         | Eliminado (Dia 5)                | Eliminado (Dia 5)                      | Eliminado (Dia 5)             | —               |
| Lumena                | Paiol                    | Paiol                          | Eliminada (Dia 5)                    | Eliminada (Dia 5)                   | Eliminada (Dia 5)             | Eliminada (Dia 5)             | Eliminada (Dia 5)           | Eliminada (Dia 5)            | Eliminada (Dia 5)            | Eliminada (Dia 5)                | Eliminada (Dia 5)              | Eliminada (Dia 5)           | Eliminada (Dia 5)             | Eliminada (Dia 5)             | Eliminada (Dia 5)           | Eliminada (Dia 5)                         | Eliminada (Dia 5)                         | Eliminada (Dia 5)                         | Eliminada (Dia 5)                | Eliminada (Dia 5)                      | Eliminada (Dia 5)             | —               |
| Sol                   | Paiol                    | Paiol                          | Eliminada (Dia 5)                    | Eliminada (Dia 5)                   | Eliminada (Dia 5)             | Eliminada (Dia 5)             | Eliminada (Dia 5)           | Eliminada (Dia 5)            | Eliminada (Dia 5)            | Eliminada (Dia 5)                | Eliminada (Dia 5)              | Eliminada (Dia 5)           | Eliminada (Dia 5)             | Eliminada (Dia 5)             | Eliminada (Dia 5)           | Eliminada (Dia 5)                         | Eliminada (Dia 5)                         | Eliminada (Dia 5)                         | Eliminada (Dia 5)                | Eliminada (Dia 5)                      | Eliminada (Dia 5)             | —               |
| Whendy                | Paiol                    | Paiol                          | Eliminada (Dia 5)                    | Eliminada (Dia 5)                   | Eliminada (Dia 5)             | Eliminada (Dia 5)             | Eliminada (Dia 5)           | Eliminada (Dia 5)            | Eliminada (Dia 5)            | Eliminada (Dia 5)                | Eliminada (Dia 5)              | Eliminada (Dia 5)           | Eliminada (Dia 5)             | Eliminada (Dia 5)             | Eliminada (Dia 5)           | Eliminada (Dia 5)                         | Eliminada (Dia 5)                         | Eliminada (Dia 5)                         | Eliminada (Dia 5)                | Eliminada (Dia 5)                      | Eliminada (Dia 5)             | —               |
|                       |                          |                                |                                      |                                     |                               |                               |                             |                              |                              |                                  |                                |                             |                               |                               |                             |                                           |                                           |                                           |                                  |                                        |                               |                 |
| Notas                 | [ nota 17 ]              | [ nota 18 ]                    | [ nota 19 ]                          | [ nota 20 ]                         | [ nota 21 ]                   | [ nota 21 ]                   | [ nota 22 ]                 | [ nota 23 ]                  | [ nota 24 ]                  | [ nota 25 ]                      | [ nota 26 ]                    | [ nota 27 ]                 | [ nota 28 ]                   | [ nota 28 ]                   | [ nota 29 ]                 | [ nota 30 ]                               | [ nota 30 ]                               | [ nota 30 ]                               | [ nota 31 ]                      | [ nota 32 ]                            | [ nota 33 ]                   |                 |
| Expulso               | (nenhum)                 | (nenhum)                       | (nenhum)                             | (nenhum)                            | (nenhum)                      | (nenhum)                      | Rachel                      | (nenhum)                     | (nenhum)                     | (nenhum)                         | (nenhum)                       | (nenhum)                    | (nenhum)                      | (nenhum)                      | (nenhum)                    | (nenhum)                                  | (nenhum)                                  | (nenhum)                                  | (nenhum)                         | (nenhum)                               | (nenhum)                      |                 |
| Desistente            | (nenhum)                 | (nenhum)                       | (nenhum)                             | (nenhum)                            | (nenhum)                      | (nenhum)                      | (nenhum)                    | (nenhum)                     | (nenhum)                     | (nenhum)                         | (nenhum)                       | Lucas                       | (nenhum)                      | (nenhum)                      | (nenhum)                    | (nenhum)                                  | (nenhum)                                  | (nenhum)                                  | (nenhum)                         | (nenhum)                               | (nenhum)                      |                 |
| Pré-Roça              | (nenhum)                 | (nenhum)                       | André Lucas Nathalia Rachel          | Jaquelline Laranjinha Sander Tonzão | Cariúcha Márcia Shay Yuri     | Cariúcha Márcia Shay Yuri     | André Jenny Kally Nadja     | Cezar Kally Lucas Simioni    | Jenny Márcia Nadja Shay      | Henrique Jaquelline Lucas Yuri   | Jaquelline Lucas Márcia Sander | Alicia André Cezar Shay     | Kally Nadja Radamés Tonzão    | Kally Nadja Radamés Tonzão    | Cezar Jaquelline Nadja Yuri | André Cezar Radamés Tonzão WL             | André Cezar Radamés Tonzão WL             | André Cezar Radamés Tonzão WL             | (nenhum)                         | (nenhum)                               | (nenhum)                      |                 |
| Vetado                | (nenhum)                 | (nenhum)                       | Nathalia                             | Tonzão                              | Shay                          | Shay                          | André                       | Cezar                        | Nadja                        | Jaquelline Lucas                 | Márcia                         | André                       | Radamés                       | Radamés                       | Yuri                        | Cezar Radamés                             | Cezar Radamés                             | Cezar Radamés                             | (nenhum)                         | (nenhum)                               | (nenhum)                      |                 |
| Salvo                 | (nenhum)                 | (nenhum)                       | André                                | Jaquelline                          | Yuri                          | Yuri                          | Jenny                       | Lucas                        | Shay                         | Yuri                             | Jaquelline                     | Cezar                       | Tonzão                        | Tonzão                        | Jaquelline                  | André                                     | André                                     | André                                     | (nenhum)                         | (nenhum)                               | (nenhum)                      |                 |
| Roça                  | Cezar Erick Igor JP Shay | Alicia Lumena Nadja Sol Whendy | Lucas Nathalia Rachel                | Laranjinha Sander Tonzão            | Cariúcha Márcia Shay          | Cariúcha Márcia Shay          | André Kally Nadja           | Cezar Kally Simioni          | Jenny Márcia Nadja           | Henrique Jaquelline Lucas        | Lucas Márcia Sander            | Alicia André Shay           | Kally Nadja Radamés           | Kally Nadja Radamés           | Cezar Nadja Yuri            | Cezar Radamés Tonzão WL                   | Cezar Radamés Tonzão WL                   | Cezar Radamés Tonzão WL                   | Jaquelline Márcia Nadja Shay WL  | André Jaquelline Lily Márcia Tonzão WL | André Jaquelline Márcia WL    |                 |
| Eliminados            | JP 5,43% para entrar     | Lumena 8,99% para entrar       | Nathalia 5,77% para continuar        | Laranjinha 4,43% para continuar     | Cariúcha 9,74% para continuar | Cariúcha 9,74% para continuar | Nadja 23,67% para continuar | Simioni 8,88% para continuar | Jenny 8,52% para continuar   | Henrique 5,64% para continuar    | Sander 6,32% para continuar    | Alicia 4,62% para continuar | Kally 9,68% para continuar    | Kally 9,68% para continuar    | Yuri 24,26% para continuar  | Radamés 9,63% para continuar              | Radamés 9,63% para continuar              | Radamés 9,63% para continuar              | Shay 6,89% para continuar        | Lily 0,78% para continuar              | WL 5,28% para vencer          |                 |
| Eliminados            | Erick 14,40% para entrar | Sol 12,32% para entrar         | Nathalia 5,77% para continuar        | Laranjinha 4,43% para continuar     | Cariúcha 9,74% para continuar | Cariúcha 9,74% para continuar | Nadja 23,67% para continuar | Simioni 8,88% para continuar | Jenny 8,52% para continuar   | Henrique 5,64% para continuar    | Sander 6,32% para continuar    | Alicia 4,62% para continuar | Kally 9,68% para continuar    | Kally 9,68% para continuar    | Yuri 24,26% para continuar  | Radamés 9,63% para continuar              | Radamés 9,63% para continuar              | Radamés 9,63% para continuar              | Shay 6,89% para continuar        | Lily 0,78% para continuar              | Márcia 12,78% para vencer     |                 |
| Eliminados            | Erick 14,40% para entrar | Sol 12,32% para entrar         | Nathalia 5,77% para continuar        | Laranjinha 4,43% para continuar     | Cariúcha 9,74% para continuar | Cariúcha 9,74% para continuar | Nadja 23,67% para continuar | Simioni 8,88% para continuar | Jenny 8,52% para continuar   | Henrique 5,64% para continuar    | Sander 6,32% para continuar    | Alicia 4,62% para continuar | Kally 9,68% para continuar    | Kally 9,68% para continuar    | Yuri 24,26% para continuar  | Cezar 14,87% para continuar               | Cezar 14,87% para continuar               | Cezar 14,87% para continuar               | Nadja 8,07% para continuar       | Tonzão 2,15% para continuar            | Márcia 12,78% para vencer     |                 |
| Eliminados            | Igor 18,02% para entrar  | Whendy 17,42% para entrar      | Nathalia 5,77% para continuar        | Laranjinha 4,43% para continuar     | Cariúcha 9,74% para continuar | Cariúcha 9,74% para continuar | Nadja 23,67% para continuar | Simioni 8,88% para continuar | Jenny 8,52% para continuar   | Henrique 5,64% para continuar    | Sander 6,32% para continuar    | Alicia 4,62% para continuar | Kally 9,68% para continuar    | Kally 9,68% para continuar    | Yuri 24,26% para continuar  | Cezar 14,87% para continuar               | Cezar 14,87% para continuar               | Cezar 14,87% para continuar               | Nadja 8,07% para continuar       | Tonzão 2,15% para continuar            | André 25,77% para vencer      |                 |
| Outras %              | Cezar 22,88% para entrar | Alicia 27,01% para entrar      | Rachel 43,57% para continuar         | Tonzão 47,58% para continuar        | Márcia 35,75% para continuar  | Márcia 35,75% para continuar  | André 36% para continuar    | Cezar 42,35% para continuar  | Márcia 37,20% para continuar | Jaquelline 41,99% para continuar | Márcia 45,01% para continuar   | Shay 23,03% para continuar  | Radamés 44,95% para continuar | Radamés 44,95% para continuar | Nadja 27,96% para continuar | Tonzão 34,07% para continuar              | Tonzão 34,07% para continuar              | Tonzão 34,07% para continuar              | WL 9,54% para continuar          | WL 5,47% para continuar                | Jaquelline 56,17% para vencer |                 |
| Outras %              | Cezar 22,88% para entrar | Alicia 27,01% para entrar      | Rachel 43,57% para continuar         | Tonzão 47,58% para continuar        | Márcia 35,75% para continuar  | Márcia 35,75% para continuar  | André 36% para continuar    | Cezar 42,35% para continuar  | Márcia 37,20% para continuar | Jaquelline 41,99% para continuar | Márcia 45,01% para continuar   | Shay 23,03% para continuar  | Radamés 44,95% para continuar | Radamés 44,95% para continuar | Nadja 27,96% para continuar | Tonzão 34,07% para continuar              | Tonzão 34,07% para continuar              | Tonzão 34,07% para continuar              | WL 9,54% para continuar          | Márcia 13,32% para continuar           | Jaquelline 56,17% para vencer |                 |
| Outras %              | Cezar 22,88% para entrar | Alicia 27,01% para entrar      | Rachel 43,57% para continuar         | Tonzão 47,58% para continuar        | Márcia 35,75% para continuar  | Márcia 35,75% para continuar  | André 36% para continuar    | Cezar 42,35% para continuar  | Márcia 37,20% para continuar | Jaquelline 41,99% para continuar | Márcia 45,01% para continuar   | Shay 23,03% para continuar  | Radamés 44,95% para continuar | Radamés 44,95% para continuar | Nadja 27,96% para continuar | Tonzão 34,07% para continuar              | Tonzão 34,07% para continuar              | Tonzão 34,07% para continuar              | Márcia 10,18% para continuar     |                                        | Jaquelline 56,17% para vencer |                 |
| Outras %              | Shay 39,27% para entrar  | Nadja 34,26% para entrar       | Lucas 50,66% para continuar          | Sander 47,99% para continuar        | Shay 54,51% para continuar    | Shay 54,51% para continuar    | Kally 40,33% para continuar | Kally 48,77% para continuar  | Nadja 54,28% para continuar  | Lucas 52,37% para continuar      | Lucas 48,67% para continuar    | André 72,35% para continuar | Nadja 45,37% para continuar   | Nadja 45,37% para continuar   | Cezar 47,78% para continuar | WL 41,43% para continuar                  | WL 41,43% para continuar                  | WL 41,43% para continuar                  | André 23,80% para continuar      |                                        | Jaquelline 56,17% para vencer |                 |
| Outras %              | Shay 39,27% para entrar  | Nadja 34,26% para entrar       | Lucas 50,66% para continuar          | Sander 47,99% para continuar        | Shay 54,51% para continuar    | Shay 54,51% para continuar    | Kally 40,33% para continuar | Kally 48,77% para continuar  | Nadja 54,28% para continuar  | Lucas 52,37% para continuar      | Lucas 48,67% para continuar    | André 72,35% para continuar | Nadja 45,37% para continuar   | Nadja 45,37% para continuar   | Cezar 47,78% para continuar | WL 41,43% para continuar                  | WL 41,43% para continuar                  | WL 41,43% para continuar                  | André 23,80% para continuar      | Jaquelline 65,32% para continuar       | Jaquelline 56,17% para vencer |                 |
| Outras %              | Shay 39,27% para entrar  | Nadja 34,26% para entrar       | Lucas 50,66% para continuar          | Sander 47,99% para continuar        | Shay 54,51% para continuar    | Shay 54,51% para continuar    | Kally 40,33% para continuar | Kally 48,77% para continuar  | Nadja 54,28% para continuar  | Lucas 52,37% para continuar      | Lucas 48,67% para continuar    | André 72,35% para continuar | Nadja 45,37% para continuar   | Nadja 45,37% para continuar   | Cezar 47,78% para continuar | WL 41,43% para continuar                  | WL 41,43% para continuar                  | WL 41,43% para continuar                  | Jaquelline 54,48% para continuar |                                        | Jaquelline 56,17% para vencer |                 |

#### Legendas
|  | Imune |  | Vetado(a) |  | Eliminação anulada |

## Classificação geral
| Pos.  | Participante         | Meio de indicação       | Meio de indicação       | % dos votos | Eliminado em |
| ----- | -------------------- | ----------------------- | ----------------------- | ----------- | ------------ |
| 1     | Jaquelline Grohalski | Finalistas              | Finalistas              | 56,17%      | —            |
| 2     | André Gonçalves      | Finalistas              | Finalistas              | 25,77%      | —            |
| 3     | Márcia Fu            | Finalistas              | Finalistas              | 12,78%      | —            |
| 4     | WL Guimarães         | Finalistas              | Finalistas              | 5,28%       | —            |
| 5–6   | Lily Nobre           | Roça Final              | 0,78%                   | 0,78%       | Semana 13    |
| 5–6   | Tonzão Chagas        | Roça Final              | 2,15%                   | 2,15%       | Semana 13    |
| 7     | Nadja Pessoa         | Prova Final             | Prova Final             | 8,07%       | Semana 12    |
| 8     | Shayan Haghbin       | Peões (4 votos)         | Peões (4 votos)         | 6,89%       | Semana 12    |
| 9     | Cezar Black          | Fazendeira (Jaquelline) | Fazendeira (Jaquelline) | 14,87%      | Semana 12    |
| 10    | Radamés Furlan       | Peões (4 votos)         | Peões (4 votos)         | 9,63%       | Semana 12    |
| 11    | Yuri Meirelles       | Baia (Jaquelline)       | Baia (Jaquelline)       | 24,26%      | Semana 11    |
| 12    | Kally Fonseca        | Peões (7 votos)         | Peões (7 votos)         | 9,68%       | Semana 10    |
| 13    | Alicia X             | Poder do Lampião (Lily) | Poder do Lampião (Lily) | 4,62%       | Semana 9     |
| 14    | Lucas Souza          | Desistente              | Desistente              | Desistente  | Semana 9     |
| 15    | Sander Mecca         | Resta Um                | Resta Um                | 6,32%       | Semana 8     |
| 16    | Henrique Martins     | Resta Um                | Resta Um                | 5,64%       | Semana 7     |
| 17    | Jenny Miranda        | Fazendeiro (Lucas)      | Fazendeiro (Lucas)      | 8,52%       | Semana 6     |
| 18    | Kamila Simioni       | Resta Um                | Resta Um                | 8,88%       | Semana 5     |
| 19    | Rachel Sheherazade   | Expulsa                 | Expulsa                 | Expulsa     | Semana 4     |
| 20    | Cariúcha             | Fazendeira (Jaquelline) | Fazendeira (Jaquelline) | 9,74%       | Semana 3     |
| 21    | Darlan Cunha         | Baia (Jaquelline)       | Baia (Jaquelline)       | 4,43%       | Semana 2     |
| 22    | Nathalia Valente     | Baia (Lucas)            | Baia (Lucas)            | 5,77%       | Semana 1     |
| 23–28 | Erick Ricarte        | Paiol                   | Paiol                   | 14,40%      | Semana 1     |
| 23–28 | Igor Freitas         | Paiol                   | Paiol                   | 18,02%      | Semana 1     |
| 23–28 | JP Venancios         | Paiol                   | Paiol                   | 5,43%       | Semana 1     |
| 23–28 | Lumena Aleluia       | Paiol                   | Paiol                   | 8,99%       | Semana 1     |
| 23–28 | Sol do Deboche       | Paiol                   | Paiol                   | 12,32%      | Semana 1     |
| 23–28 | Whendy Tavares       | Paiol                   | Paiol                   | 17,42%      | Semana 1     |

## Participações especiais

### Apresentações musicais
| Data                   | Artista/banda             | Tema               | Ref.    |
| ---------------------- | ------------------------- | ------------------ | ------- |
| 29 de setembro de 2023 | DJ Gudi                   | Festa Londres      | [ 94 ]  |
| 6 de outubro de 2023   | SuitX Music               | Festa Xangai       | [ 95 ]  |
| 13 de outubro de 2023  | Pixote                    | Festa Brasil       | [ 96 ]  |
| 20 de outubro de 2023  | Munhoz & Mariano          | Festa Capadócia    | [ 97 ]  |
| 27 de outubro de 2023  | On Fire Music             | Festa Caribe       | [ 98 ]  |
| 3 de novembro de 2023  | Psirico                   | Festa Paris        | [ 99 ]  |
| 10 de novembro de 2023 | KVSH                      | Festa Buenos Aires | [ 100 ] |
| 17 de novembro de 2023 | Latino                    | Festa Espanha      | [ 101 ] |
| 24 de novembro de 2023 | Turma do Pagode           | Festa Holanda      | [ 102 ] |
| 1 de dezembro de 2023  | Luan Pereira              | Festa Itália       | [ 103 ] |
| 1 de dezembro de 2023  | Léo & Raphael             | Festa Itália       | [ 103 ] |
| 8 de dezembro de 2023  | George Henrique & Rodrigo | Festa Portugal     | [ 104 ] |
| 20 de dezembro de 2023 | Netinho de Paula          | Festa Nova Iorque  | [ 105 ] |
| 20 de dezembro de 2023 | Chrigor                   | Festa Nova Iorque  | [ 105 ] |
| 20 de dezembro de 2023 | Márcio Art                | Festa Nova Iorque  | [ 105 ] |

## Audiência
Os dados são providos pelo Kantar IBOPE Media e se referem ao público da Grande São Paulo.
| Data de transmissão | SEG             | TER             | QUA             | QUI             | SEX             | SÁB             | DOM             | Média semanal |
| ------------------- | --------------- | --------------- | --------------- | --------------- | --------------- | --------------- | --------------- | ------------- |
| 18/09 a 24/09/2023  | 6,6             | 5,3             | 6,4             | 5,7             | 5,9             | 5,0             | 5,3             | 5,7           |
| 25/09 a 01/10/2023  | 6,0             | 5,8             | 7,1             | 6,4             | 6,4             | 4,7             | 5,7             | 6,0           |
| 02/10 a 08/10/2023  | 6,0             | 5,8             | 6,7             | 5,4             | 5,4             | 4,4             | 4,6             | 5,5           |
| 09/10 a 15/10/2023  | 6,4             | 6,6             | 6,7             | 6,1             | 5,6             | 4,6             | 5,0             | 5,9           |
| 16/10 a 22/10/2023  | 5,8             | 6,3             | 6,8             | 7,7             | 4,9             | 5,1             | 6,4             | 6,2           |
| 23/10 a 29/10/2023  | 5,3             | 6,4             | 6,9             | 6,3             | 5,5             | 4,6             | 5,9             | 5,8           |
| 30/10 a 05/11/2023  | 6,2             | 6,0             | 6,0             | 6,1             | 4,1             | 3,7             | 5,2             | 5,3           |
| 06/11 a 12/11/2023  | 5,7             | 6,8             | 6,0             | 6,1             | 5,0             | 4,7             | 6,0             | 5,8           |
| 13/11 a 19/11/2023  | 6,1             | 5,7             | 6,2             | 6,4             | 5,4             | 5,0             | 5,0             | 5,7           |
| 20/11 a 26/11/2023  | 5,6             | 6,8             | 7,2             | 6,8             | 5,9             | 5,2             | 6,7             | 6,3           |
| 27/11 a 03/12/2023  | 6,6             | 7,1             | 7,0             | 7,4             | 6,6             | 5,3             | 6,2             | 6,6           |
| 04/12 a 10/12/2023  | 6,8             | 7,9             | 6,6             | 7,3             | 6,4             | 4,7             | 5,5             | 6,4           |
| 11/12 a 17/12/2023  | 5,6             | 7,1             | 6,9             | 7,2             | 6,5             | 5,6             | 6,7             | 6,5           |
| 18/12 a 21/12/2023  | 6,9             | 7,2             | 6,6             | 8,5             | —               | —               | —               | 7,3           |
| 19/09 a 21/12/2023  | Média da edição | Média da edição | Média da edição | Média da edição | Média da edição | Média da edição | Média da edição | 6,0           |

- Em 2023, cada ponto representa 76,9 mil domicílios ou 205,7 mil pessoas na Grande São Paulo.[201]

## Spin-offs

### Fala Sherazade
Fala Sherazade é um spin-off de A Fazenda 15, que é exibido desde 1 de novembro de 2023 na plataforma de vídeos Kwai, uma das patrocinadoras da Fazenda. Com apresentação de Rachel Sheherazade, o programa visa entrevistar convidados e repercutir os últimos acontecimentos da Fazenda, sob a perspectiva da ex-participante. É transmitido ao vivo na rede social, a princípio, duas vezes por semana: às quartas-feiras, às 18h, e às sextas, às 19h30.

### Caldeirão da Cariúcha
Caldeirão da Cariúcha é um spin-off de A Fazenda 15, que é exibido desde 4 de dezembro de 2023, na plataforma de vídeos Kwai. O programa é comandado por Cariúcha, ex-participante da temporada, que vista comentar os últimos acontecimentos da Fazenda através de transmissão ao vivo na rede social. Na divulgação de sua contratação, Cariúcha também revelou que a produção contará com convidados ligados à área do entretenimento, desde celebridades a influenciadores digitais.

### QG do Lucas Souza
QG do Lucas Souza é um spin-off de A Fazenda 15, que é exibido desde 7 de dezembro de 2023 na plataforma de vídeos Kwai, uma das patrocinadoras da Fazenda. De acordo com as informações divulgados pelo aplicativo, os programas serão transmitidos ao vivo todas as quintas-feiras, às 17 horas.